# Áreas naturales protegidas de Argentina
La República Argentina es uno de los países con mayor cantidad de ecorregiones del mundo y por ello cuenta con parques y reservas naturales. En 2024, existen 577 áreas protegidas que integran el Sistema Federal de Áreas Protegidas (SiFAP). Las áreas protegidas continentales, que incluyen también áreas costero-marinas cubren una superficie de 46.173.979 hectáreas y representan el 16,61 % del territorio nacional continental.
Las 577 áreas protegidas del SiFAP contienen 73 áreas protegidas bajo jurisdicción nacional y administradas por la Administración de Parques Nacionales entre las cuales existen 3 áreas marinas protegidas creadas en el marco del Sistema Nacional de Áreas Marinas Protegidas (SNAMP) establecido por Ley n.º 27037. El resto son 504 áreas protegidas reconocidas por las provincias bajo alguna categoría de gestión provincial, municipal, universitaria, privada o de gestión mixta, con respaldo normativo legal provincial o municipal.

## Antecedentes

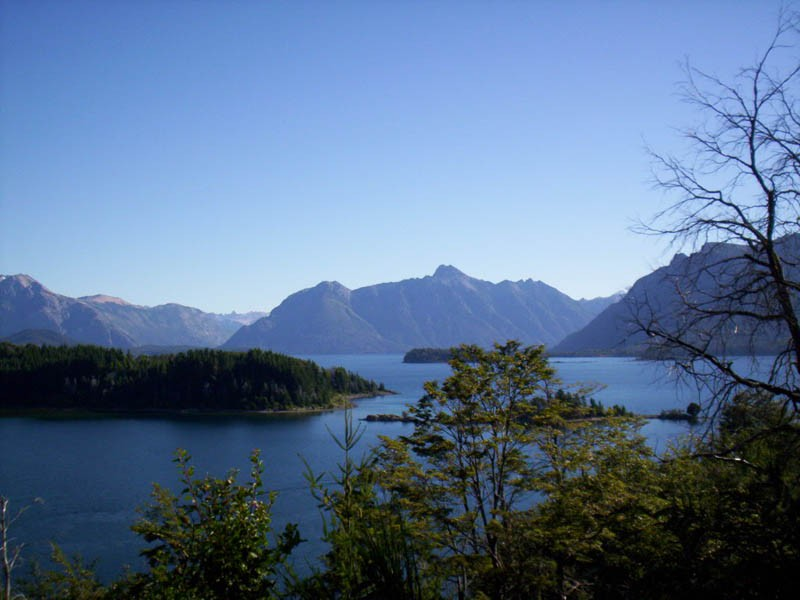
Lago Nahuel Huapi

Argentina es un estado pionero en el establecimiento de parques nacionales naturales. El primer parque nacional se originó el 6 de noviembre de 1903 a partir de la donación que hizo Francisco Pascasio Moreno de un extenso y bello territorio a orillas del lago Nahuel Huapi (‘isla del yaguar‘ en idioma mapudungun). Tal territorio le había sido asignado a Moreno por el Estado Nacional — mediando el Congreso de la Nación— como premio a sus servicios como perito de límites. Moreno, en lugar de quedárselo como una estancia, decidió devolverlo al Estado. En cierto modo con esto hacía una devolución (a su modo) a la población originaria de la región y con ella, también, a toda la Nación Argentina. Moreno expresó: 

.. que la Nación Argentina conservara la propiedad de algunos lugares excepcionalmente hermosos para el mejor provecho de las generaciones presentes y venideras.

El 1 de febrero de 1904 al ser aceptado el legado de F. P. Moreno la República Argentina resultó ser el tercer país de toda América, precedida entonces por Estados Unidos (que fue el primer país en el mundo) y Canadá (entonces aún dependiente del Reino Unido). Fuera de América solo antecedieron Nueva Zelanda y Australia.
Ese primer parque nacional, creado en 1903, fue claramente delimitado en 1937 y llamado parque nacional del Sur, para ser denominado más tarde parque nacional Nahuel Huapi. En la década de 1920 el presidente Hipólito Yrigoyen decretó que se ampliaran las áreas a resguardar, incluyendo la adquisición de unas 75 000 ha en torno a las cataratas del Iguazú en donde se crearía el parque nacional del Norte (actual parque nacional Iguazú) por el cual bregó el paisajista Carlos Thays. Sin embargo, es el 9 de octubre de 1934 que se promulgó la ley 12103 por iniciativa de Exequiel Bustillo para instituir la Dirección de Parques Nacionales de Argentina.
En 1936 la provincia de Tucumán definió las dos primeras áreas naturales protegidas administradas provincialmente: el parque natural La Florida (actualmente reserva forestal La Florida, con 10 200 ha y que no debe ser confundida con su homónima sanluiseña) y el parque provincial Aconquija (actualmente también denominado reserva forestal Aconquija).

## Sistema Nacional de Áreas Protegidas
En la República Argentina se denomina Sistema Nacional de Áreas Protegidas (SNAP) al conjunto de áreas naturales y especies animales protegidas total o parcialmente por el Estado nacional mediante el régimen establecido por la ley nacional de los Parques Nacionales, Monumentos Naturales y Reservas Nacionales n.º 22351.

### Administración de Parques Nacionales
La ley n.° 22351 fue sancionada y promulgada el 4 de noviembre de 1980 como ley de facto, reemplazando al sistema hasta entonces vigente que estaba centrado en la ley n.° 12103 y sus modificatorias. La nueva ley designó como autoridad de aplicación de su régimen a la Administración de Parques Nacionales (APN, hasta entonces llamada Dirección de Parques Nacionales), que es un ente autárquico de gestión descentralizada del Estado nacional dependiente del Ministerio de Ambiente y Desarrollo Sostenible. La APN tiene el manejo y fiscalización de las áreas protegidas bajo su jurisdicción exclusiva y concurrentemente con otros organismos de otras áreas asignadas específicamente.
La APN tiene su sede central en la ciudad autónoma de Buenos Aires y su rol es gestionar un sistema de áreas protegidas como una herramienta de conservación de muestras representativas del mosaico ambiental de 18 ecorregiones que posee Argentina (16 continentales, el mar argentino y la Antártida). Los objetivos principales de su gestión son: diseñar, conducir y controlar la ejecución de las políticas necesarias para conservar y manejar las áreas protegidas con el objeto de asegurar el mantenimiento de su integridad en todo lo relacionado con sus particulares características fisiográficas, asociaciones bióticas, recursos naturales y calidad ambiental de los asentamientos humanos y promover la creación de nuevas áreas.
Las áreas naturales protegidas bajo el régimen de la ley n.° 22351 deben pertenecer a la jurisdicción del Estado nacional, en cuanto son establecimientos de utilidad nacional (deben ser creados por ley nacional) encuadrados en el artículo n.º 75 inciso 30 de la Constitución Nacional Argentina:

Corresponde al Congreso (...) dictar la legislación necesaria para el cumplimiento de los fines específicos de los establecimientos de utilidad nacional en el territorio de la República. Las autoridades provinciales y municipales conservarán los poderes de policía e imposición sobre estos establecimientos, en tanto no interfieran en el cumplimiento de aquellos fines.

### Parques nacionales y reservas nacionales contiguas
Los parques nacionales y monumentos naturales se hallan bajo dominio público y jurisdicción del Estado nacional. En las reservas nacionales el Estado nacional puede desafectar su dominio. Las reservas nacionales adyacentes a un parque nacional son administradas en conjunto con el mismo por una única intendencia. 
Las reservas nacionales de los parques nacionales El Palmar, Sierra de las Quijadas, Los Cardones, El Leoncito y Lihué Calel fueron previstas en sus respectivas leyes de creación y su implementación y delimitación fueron delegados a la APN.
La complejidad de las áreas protegidas fue establecida por resolución 126/2011 de la APN el 19 de mayo de 2011.
| Imagen | Áreas naturales protegidas | Norma legal de declaración como parque nacional (fecha de sanción/ promulgación) | Provincia (departamentos o partidos) | Ecorregiones | Categorías restrictivas adicionales                                                | Categoría internacional | Superficie | Administración                                                                      |
| ------ | --- | --- | --- | --- | ---------------------------------------------------------------------------------- | --- | --- | ----------------------------------------------------------------------------------- |
|        | * Parque nacional Nahuel Huapi * Reserva nacional Nahuel Huapi Zona Centro * Reserva nacional Nahuel Huapi Zona Gutiérrez                                                        | * Como parque nacional del Sur decreto s/n de 8 de abril de 1922 * Como parque nacional Nahuel Huapi ley n.° 12103 de 29 de septiembre/ 9 de octubre de 1934                               | * Neuquén (parte del parque nacional y reserva nacional Zona Centro: departamentos Lácar y Los Lagos) * Río Negro (parte del parque nacional y reserva nacional Zona Gutiérrez: departamento Bariloche) | * Bosques patagónicos: 458 925 ha en el parque nacional y 156 076 ha en las reservas nacionales * Estepa patagónica: 32 956 ha en el parque nacional y 69 304 ha en las reservas nacionales | * Reserva natural estricta * Reserva natural silvestre                             | * Parte de la reserva de biosfera andino norpatagónica (zonas núcleo, amortiguación y transición, desde diciembre de 2007)                                                            | 717 261 ha (491 881 ha en el parque nacional y 225 380 ha en las 2 reservas nacionales) | Área protegida de complejidad I. Sede de la intendencia en San Carlos de Bariloche  |
|        | * Parque nacional Iguazú * Reserva nacional Iguazú | Ley n.° 12103 de 29 de septiembre/ 9 de octubre de 1934 | Misiones (departamento Iguazú) | * Selva paranaense: 59 945 ha en el parque nacional y 7675 ha en la reserva nacional | * Reserva natural estricta * Reserva natural silvestre                             | * Patrimonio de la Humanidad (desde 1984) | 67 620 ha (59 945 ha en el parque nacional y 7675 ha en la reserva nacional) | Área protegida de complejidad I. Sede de la intendencia en Puerto Iguazú            |
|        | * Parque nacional Los Glaciares * Reserva nacional Los Glaciares Zona Centro * Reserva nacional Los Glaciares Zona Viedma * Reserva nacional Los Glaciares Zona Roca             | * Como reserva nacional Los Glaciares: decreto n.° 105 433 de 11 de mayo de 1937 * Como parque nacional Los Glaciares: decreto ley n.° 9504 de 28 de abril de 1945                         | Santa Cruz (departamento Lago Argentino) | * Bosques patagónicos: 538 550 ha en el parque nacional * Estepa patagónica: 32 956 ha en las reservas nacionales                                                                           | * Reserva natural estricta * Reserva natural silvestre                             | * Patrimonio de la Humanidad (desde 1981) | 726 927 ha (538 550 ha en el parque nacional y 32 956 ha en las 3 reservas nacionales) | Área protegida de complejidad I. Sede de la intendencia en El Calafate              |
|        | * Parque nacional Perito Moreno * Reserva nacional Perito Moreno | * Como reserva nacional Perito Moreno: decreto n.° 105 433 de 11 de mayo de 1937 * Como parque nacional Perito Moreno: decreto ley n.° 9504 de 28 de abril de 1945                         | Santa Cruz (departamento Río Chico) | * Bosques patagónicos: 81 065 ha en el parque nacional y 1962 ha en la reserva nacional * Estepa patagónica: 14 108 ha en el parque nacional y 29 985 ha en la reserva nacional             | * Reserva natural estricta * Reserva natural silvestre                             | | 126 830 ha (95 173 ha en el parque nacional y 31 947 ha en la reserva nacional) | Área protegida de complejidad III. Sede de la intendencia en Gobernador Gregores    |
|        | * Parque nacional Lanín * Reserva nacional Lanín Zona Lácar * Reserva nacional Lanín Zona Rucachoroi * Reserva nacional Lanín Zona Malleo                                        | * Como reserva nacional Lanín: decreto n.° 105 433 de 11 de mayo de 1937 * Como parque nacional Lanín: decreto ley n.° 9504 de 28 de abril de 1945                                         | Neuquén (departamentos: Lácar, Huiliches y Aluminé) | * Bosques patagónicos: 216 993 ha en el parque nacional y 195 010 ha en las reservas nacionales                                                                                             | * Reserva natural estricta * Reserva natural silvestre                             | * Parte de la reserva de biosfera andino norpatagónica (zonas núcleo, amortiguación y transición, desde diciembre de 2007)                                                            | 412 013 ha (216 993 ha en el parque nacional y 195 010 ha en las 3 reservas nacionales) | Área protegida de complejidad I. Sede de la intendencia en San Martín de los Andes  |
|        | * Parque nacional Los Alerces * Reserva nacional Los Alerces | * Como reserva nacional Los Alerces: decreto n.° 105 433 de 11 de mayo de 1937 * Como parque nacional Los Alerces: decreto ley n.° 9504 de 28 de abril de 1945                             | Chubut (departamento Futaleufú) | * Bosques patagónicos: 188 379 ha en el parque nacional y 71 443 ha en la reserva nacional                                                                                                  | * Reserva natural estricta * Reserva natural silvestre                             | * Parte de la reserva de biosfera andino norpatagónica (zonas núcleo, amortiguación y transición, desde diciembre de 2007) * Patrimonio de la Humanidad (desde el 7 de julio de 2017) | 259 570 ha (188 379 ha en el parque nacional y 71 443 ha en la reserva nacional) | Área protegida de complejidad I. Sede de la intendencia en Villa Futalaufquen       |
|        | * Parque nacional Laguna Blanca * Reserva nacional Laguna Blanca | * Como reserva nacional Laguna Blanca: decreto n.° 63 601 de 31 de mayo de 1940 * Como parque nacional Laguna Blanca: decreto ley n.° 9504 de 28 de abril de 1945                          | Neuquén (departamento Zapala) | * Estepa patagónica: 7690 ha en el parque nacional y 3560 ha en la reserva nacional | * Reserva natural estricta * Reserva natural silvestre                             | * Sitio Ramsar (desde el 4 de mayo de 1992) | 11 250 ha (7690 ha en el parque nacional y 3560 ha en la reserva nacional) | Área protegida de complejidad III. Sede de la intendencia en Zapala                 |
|        | * Parque nacional El Rey | Decreto n.° 18 800 de 24 de junio de 1948 | Salta (departamento Anta) | * Yungas: 44 162 ha | * Reserva natural estricta * Reserva natural silvestre                             | | 44 162 ha | Área protegida de complejidad II. Sede de la intendencia en Salta                   |
|        | * Parque nacional Río Pilcomayo | Ley n.° 14073 de 29 de septiembre/ 17 de octubre de 1951 | Formosa (departamento Pilcomayo) | * Chaco húmedo: 51 889 ha | * Reserva natural estricta * Reserva natural silvestre                             | * Sitio Ramsar (desde el 4 de mayo de 1992) | 51 889 ha | Área protegida de complejidad II. Sede de la intendencia en Laguna Blanca           |
|        | * Parque nacional Chaco | Ley n.° 14366 de 29 de septiembre/ 22 de octubre de 1954 | Chaco (departamentos Presidencia de la Plaza y Sargento Cabral) | * Chaco húmedo: 14 981 ha | * Reserva natural estricta * Reserva natural silvestre                             | | 14 981 ha | Área protegida de complejidad III. Sede de la intendencia en Capitán Solari         |
|        | * Parque nacional Tierra del Fuego | Ley n.° 15554 de 30 de setiembre/ 25 de octubre de 1960 | Tierra del Fuego (departamento Ushuaia) | * Bosques patagónicos: 68 909 ha | * Reserva natural estricta * Reserva natural silvestre                             | | 68 909 ha | Área protegida de complejidad I. Sede de la intendencia en Ushuaia                  |
|        | * Parque nacional El Palmar (la reserva nacional El Palmar no fue establecida)                                                                                                   | Ley n.° 16802 de 30 de octubre/ 30 de noviembre de 1965 | Entre Ríos (departamento Colón) | * Espinal: 8213 ha | * Reserva natural estricta * Reserva natural silvestre                             | * Parte del Sitio Ramsar Palmar Yatay (desde el 4 de mayo de 1992) | 8213 ha | Área protegida de complejidad II. Sede de la intendencia dentro del parque nacional |
|        | * Parque nacional Lago Puelo * Reserva nacional Puelo Zona Turbio * Reserva nacional Puelo Zona Norte                                                                            | * Como parte de la reserva nacional Los Alerces: decreto n.° 63 601 de 31 de mayo de 1940 * Como parque nacional Lago Puelo: ley (de facto) n.° 19292 de 11 de octubre de 1971             | Chubut (departamento Cushamen) | * Bosques patagónicos: 19 247 ha en el parque nacional y 8127 ha en las reservas nacionales                                                                                                 | * Reserva natural estricta * Reserva natural silvestre                             | * Parte de la reserva de biosfera andino norpatagónica (zonas núcleo y de amortiguación, desde diciembre de 2007)                                                                     | 27 674 ha (19 247 ha en el parque nacional y 8127 ha en las 2 reservas nacionales) | Área protegida de complejidad II. Sede de la intendencia dentro del parque nacional |
|        | * Parque nacional Los Arrayanes | *Como parte del parque nacional del Sur decreto s/n de 8 de abril de 1922 *Como parque nacional Los Arrayanes: ley (de facto) n.° 19292 de 11 de octubre de 1971                           | Neuquén (departamento Los Lagos) | * Bosques patagónicos: 1796 ha |                                                                                    | * Parte de la reserva de biosfera andino norpatagónica (zona núcleo, desde diciembre de 2007)                                                                                         | 1796 ha | Administrado por la intendencia del parque nacional Nahuel Huapi                    |
|        | * Parque nacional Baritú | Ley n.° 20656 de 27 de marzo/ 24 de abril de 1974 | Salta (departamento Santa Victoria) | * Yungas: 72 439 ha | * Reserva natural estricta * Reserva natural silvestre                             | * Parte de la reserva de biosfera de las Yungas (zona núcleo, desde noviembre de 2002)                                                                                                | 72 439 ha | Área protegida de complejidad III. Sede de la intendencia en Los Toldos             |
|        | * Parque nacional Lihué Calel (inicialmente Lihuel Calel) (la reserva nacional Lihué Calel no fue establecida)                                                                   | Decreto n.° 609/1976 de 31 de mayo de 1976 | La Pampa (departamento Lihuel Calel) | * Monte de llanuras y mesetas: 32 514 ha | * Reserva natural estricta * Reserva natural silvestre                             | | 32 514 ha | Área protegida de complejidad II. Sede de la intendencia en General Acha            |
|        | * Parque nacional Calilegua | Decreto n.° 1733/1979 de 19 de julio de 1979 | Jujuy (departamento Ledesma) | * Yungas: 76 306 ha | * Reserva natural estricta * Reserva natural silvestre                             | * Parte de la reserva de biosfera de las Yungas (zona núcleo, desde noviembre de 2002)                                                                                                | 76 306 ha | Área protegida de complejidad III. Sede de la intendencia en Calilegua              |
|        | * Parque nacional Sierra de las Quijadas (la reserva nacional Sierra de las Quijadas no fue establecida)                                                                         | Ley n.° 24015 de 13 de noviembre/ 10 de diciembre de 1991 | San Luis (departamentos Ayacucho y Belgrano) | * Chaco seco: 59 680 ha * Monte de sierras y bolsones: 14 105 ha |                                                                                    | * Parte del Sitio Ramsar Lagunas de Guanacache, Desaguadero y del Bebedero (desde el 14 de diciembre de 1999)                                                                         | 73 534 ha 46 a | Área protegida de complejidad III. Sede de la intendencia en San Luis               |
|        | * Parque nacional Pre-Delta | Ley n.° 24063 de 12 de diciembre de 1991/ 13 de enero de 1992 | Entre Ríos (departamento Diamante) | * Delta e islas del Paraná: 2608 ha |                                                                                    | * Parte del Sitio Ramsar Delta del Paraná (desde el 3 de octubre de 2015) | 2604 ha 92 a 05 ca. Desde el 14 de diciembre de 2009 el campo nacional Coronel Sarmiento, de 146 ha 29 a 31 ca, es administrado como parte del parque nacional, aunque fue legalmente incorporado a él en 2022. | Área protegida de complejidad III. Sede de la intendencia en Diamante               |
|        | * Parque nacional Los Cardones (la reserva nacional Los Cardones no ha sido establecida aún, pero está propuesta con 33 176 ha)                                                  | Ley n.° 24737 de 20 de noviembre/ 13 de diciembre de 1996 | Salta (departamentos Cachi, Molinos y San Carlos) | * Altos Andes: 1219 ha * Monte de sierras y bolsones: 18 119 ha * Puna: 40 542 ha * Yungas: 4237 ha                                                                                         |                                                                                    | | 64 117 ha | Área protegida de complejidad III. Sede de la intendencia en Payogasta              |
|        | * Parque nacional Quebrada del Condorito * Reserva nacional Quebrada del Condorito                                                                                               | Ley n.° 24749 de 28 de noviembre/ 19 de diciembre de 1996 | Córdoba (departamento Punilla) | * Chaco seco: 24 589 ha en el parque nacional y 10 807 ha en la reserva nacional |                                                                                    | | 37 344 ha (24 589 ha en el parque nacional y 10 807 ha en la reserva nacional) | Área protegida de complejidad II. Sede de la intendencia en Villa Carlos Paz        |
|        | * Parque nacional Talampaya | Ley n.° 24846 de 11 de junio/ 10 de julio de 1997 | La Rioja (departamentos Coronel Felipe Varela e Independencia) | * Monte de sierras y bolsones: 215 000 ha |                                                                                    | * Patrimonio de la Humanidad (desde 2000) | 215 000 ha | Área protegida de complejidad II. Sede de la intendencia en Villa Unión             |
|        | * Parque nacional San Guillermo | Ley n.° 25077 de 9 de diciembre de 1998/ 13 de enero de 1999 | San Juan (departamento Iglesia) | * Altos Andes: 14 914 ha * Monte de sierras y bolsones: 17 289 ha * Puna: 133 797 ha |                                                                                    | * Parte de la reserva de la biosfera San Guillermo (zona núcleo, desde 1980) * Parte del Patrimonio de la Humanidad Qhapaq Ñan (desde 2014)                                           | 166 000 ha | Área protegida de complejidad III. Sede de la intendencia en Rodeo                  |
|        | * Parque nacional Copo | Ley n.° 25366 de 22 de noviembre/ 28 de diciembre de 2000 | Santiago del Estero (departamento Copo) | * Chaco seco: 118 119 ha |                                                                                    | | 118 119 ha | Área protegida de complejidad III. Sede de la intendencia en Pampa de los Guanacos  |
|        | * Parque nacional Mburucuyá | Ley n.° 25447 de 27 de junio de 2001/ 17 de enero de 2002 | Corrientes (departamentos Mburucuyá y Concepción) | * Esteros del Iberá: 17 086 ha |                                                                                    | | 17 086 ha | Área protegida de complejidad III. Sede de la intendencia en Mburucuyá              |
|        | * Parque nacional El Leoncito (la reserva nacional El Leoncito no fue establecida)                                                                                               | Ley n.° 25656 de 18 de septiembre/ 15 de octubre de 2002 | San Juan (departamento Calingasta) | * Altos Andes: 11 190 ha * Monte de sierras y bolsones: 59 058 ha * Puna: 19 458 ha | * Reserva natural estricta                                                         | | 89 706 ha 7793 m² | Área protegida de complejidad III. Sede de la intendencia en Barreal                |
|        | * Parque nacional Monte León * Reserva nacional Monte León | Ley n.° 25945 de 20 de octubre/ 10 de noviembre de 2004 | Santa Cruz (departamento Corpen Aike) | * Estepa patagónica: 55 620 ha en el parque nacional y 6549 ha en la reserva nacional |                                                                                    | | 62 169 ha (55 620 ha en el parque nacional y 6549 ha en la reserva nacional) | Área protegida de complejidad III. Sede de la intendencia en Puerto Santa Cruz      |
|        | * Parque nacional Campos del Tuyú | Ley n.° 26499 de 13 de mayo/ 4 de junio de 2009 | Buenos Aires (partido de General Lavalle) | * Pampa: 3040 ha |                                                                                    | * Parte del Sitio Ramsar Bahía de Samborombón (desde el 17 de enero de 1997) | 3040 ha | Área protegida de complejidad III. Sede de la intendencia en General Lavalle        |
|        | * Parque nacional Islas de Santa Fe | Ley n.° 26648 de 13 de octubre/ 15 de noviembre de 2010 | Santa Fe (departamento San Jerónimo) | * Delta e islas del Paraná: 4096 ha |                                                                                    | * Parte del Sitio Ramsar Delta del Paraná (desde el 3 de octubre de 2015) | 4096 ha | Área protegida de complejidad III. Sede de la intendencia en Puerto Gaboto          |
|        | * Parque nacional Bosques Petrificados de Jaramillo | Ley n.° 26825 de 28 de noviembre/ 27 de diciembre de 2012 | Santa Cruz (departamento Deseado) | * Estepa patagónica: 63 543 ha |                                                                                    | | 63 543 ha | Sede de la intendencia en Caleta Olivia                                             |
|        | * Parque nacional El Impenetrable | Ley n.° 26996 de 22 de octubre/ 30 de octubre de 2014 | Chaco (departamento General Güemes) | * Chaco seco: 128 903 ha |                                                                                    | | 128 903 ha | Sede de la intendencia en Miraflores                                                |
|        | * Parque nacional Patagonia | Ley n.° 27081 de 16 de diciembre de 2014/ 21 de enero de 2015 | Santa Cruz (departamento Lago Buenos Aires) | * Estepa patagónica: 52 811 ha |                                                                                    | | 52 811 ha | Sede de la intendencia en Los Antiguos                                              |
|        | * Parque nacional Traslasierra | Ley n.° 27435 de 21 de marzo de 2018/ 17 de abril de 2018 | Córdoba (departamentos Minas y Pocho) | * Chaco seco: 105 386 ha 5737 m² |                                                                                    | | 105 386 ha 5737 m² | Sede de la intendencia en Villa de Soto                                             |
|        | * Parque nacional Aconquija (ex parque nacional Campo de los Alisos) * Reserva nacional Aconquija (incluye la ex reserva natural de la defensa El Mollar-Quebrada del Portugués) | * Como parque nacional Campo de los Alisos: ley n.° 24526 de 9 de agosto/ 6 de septiembre de 1995 * Como parque nacional Aconquija: ley n.° 27451 de 4 de julio/ 17 de abril de 2018       | Tucumán (Departamentos Tafí del Valle, Chicligasta, Juan Bautista Alberdi, Río Chico y Monteros) | * Altos Andes: 5764 ha en el parque nacional y 7388 en la reserva nacional * Yungas: 10 413 ha en el parque nacional y 51 020 en la reserva nacional                                        |                                                                                    | * Parte del Patrimonio de la Humanidad Qhapaq Ñan (desde 2014) | 70 000 ha (16 177 ha en el parque nacional y 58 408 ha en la reserva nacional) | Área protegida de complejidad III. Sede de la intendencia en Concepción             |
|        | * Parque nacional Ciervo de los Pantanos (incluye a la ex reserva natural Otamendi)                                                                                              | * Como reserva natural Otamendi por decreto n.° 2149/1990 de 10 de octubre de 1990 * Como parque nacional Ciervo de los Pantanos por ley n.° 27456 de 10 de octubre/ 26 de octubre de 2018 | Buenos Aires (Partido de Campana) | * Delta e islas del Paraná: 5288 ha | * Reserva natural estricta * Reserva natural silvestre * Reserva natural educativa | * Sitio Ramsar (desde el 22 de marzo de 2008) | 5288 ha | Área protegida de complejidad III. Sede de la intendencia en Campana                |
|        | * Parque nacional Iberá * Reserva nacional Iberá | Ley n.° 27481 de 5 de diciembre/ 20 de diciembre de 2018 | Corrientes (departamentos: Ituzaingó, Mercedes, San Miguel y Concepción) | * Esteros del Iberá: 159 800 ha en el parque nacional y 23 700 ha en la reserva nacional |                                                                                    | | 183 500 ha (159 800 ha en el parque nacional y 23 700 ha en la reserva nacional) | Sede de la intendencia en Mercedes                                                  |
|        | * Parque nacional Islote Lobos * Reserva nacional Islote Lobos | Ley n.° 27673 de 15 de junio/ 6 de julio de 2022 | Río Negro (departamento: San Antonio) | |                                                                                    | | 19 079 ha 20 a (15 583 ha en el parque nacional y 3486 ha 20 ca en la reserva nacional) | No establecida aún                                                                  |
|        | * Parque nacional Ansenuza * Reserva nacional Ansenuza | Ley n.° 27673 de 30 de junio/ 12 de julio de 2022 | Córdoba (departamentos: San Justo, Tulumba y Río Seco) | |                                                                                    | | 661 416 ha (185 939 ha en el parque nacional y 475 477 ha en la reserva nacional) | No establecida aún                                                                  |
|        | * Parque nacional Laguna El Palmar * Reserva nacional Laguna El Palmar | Ley n.° 27707 de 28 de marzo/ 18 de abril de 2023 | Chaco (Departamento Bermejo) | |                                                                                    | | 5600 ha (la reserva nacional no fue establecida) | No establecida aún                                                                  |

## Áreas con figuras de protección internacional

### Patrimonios de la Humanidad
En Argentina, junto a monumentos debidos a la mano humana como la Cueva de las manos, la Manzana Jesuítica de la ciudad de Córdoba, las Ruinas Jesuíticas de Misiones, existen con el rango de Patrimonios de la Humanidad conferido por la Unesco las siguientes áreas naturales: El parque nacional Los Glaciares en la provincia de Santa Cruz, la Península Valdés y el parque nacional Los Alerces en Chubut, el parque nacional Iguazú en Misiones, la Quebrada de Humahuaca en Jujuy, el parque nacional Talampaya-Ischigualasto en La Rioja y San Juan, siendo probables candidatos a ser añadidos a tal calificación los Esteros del Iberá en Corrientes, Las Parinas en Catamarca y el Aconcagua en Mendoza.

### Reservas de biosfera Mab
Están coordinadas por el sistema global «Mab» («Man and biosphera»/ «Hombre y biosfera») de la Unesco. Casi todas estas reservas tienen la característica de que la mayor parte de su territorio puede estar habitada por seres humanos y en tal territorio se pueden realizar actividades que se consideran no afectan negativamente al medioambiente, por ejemplo ganadería extensiva y racional o actividades de explotación forestal sustentable.
En 2015 se contaban las siguientes reservas de biosfera argentinas dentro del «Plan Mab»:
| Imagen | Denominación                             | Figura | Ubicación                        | Notas |
| ------ | ---------------------------------------- | --- | -------------------------------- | --- |
|        | Reserva de la biosfera San Guillermo     | Administrada por la Secretaría de Política Ambiental provincial | San Juan. Departamento Iglesia   | Su área núcleo fue declarada parque nacional en 1988 |
|        | Reserva de biosfera Laguna Blanca        | Reserva natural administrada en conjunto por la provincia y el «Plan Mab». | Catamarca                        | Se estima que la población total ronda las 600 personas, dedicadas básicamente a actividades pastoriles y artesanales |
|        | Parque Costero del Sur                   | Reserva natural | Buenos Aires                     | Se extiende desde el municipio de Magdalena y sus talares hasta la bahía de Samborombón |
|        | Reserva de biosfera de Ñacuñán           | Reserva provincial (coadministrada con el «Plan Mab».) | Mendoza. Departamento Santa Rosa | La totalidad de la población, unas 100 personas, se concentra en la localidad de Ñacuñán |
|        | Laguna de Mar Chiquita                   | Reserva natural provincial | Buenos Aires                     | En el «Plan Mab» se le denomina Mar Chiquito para distinguirla de la gran laguna de Mar Chiquita ubicada en el noreste de la provincia de Córdoba |
|        | Delta del Paraná                         | Coadministrada por el municipio de San Fernando, el gobierno provincial, una ONG ambientalista y el «Plan Mab». | Buenos Aires.                    | Segunda y Tercera Sección de islas del Delta de San Fernando |
|        | Reserva de biosfera Riacho Teuquito      | Gestionada por la subsecretaría provincial de Recursos Naturales, Ordenamiento y Calidad Ambiental | Formosa                          | Prácticamente, una extensión de la Reserva natural nacional Formosa |
|        | Laguna Oca del río Paraguay              | Gestionada por la Unidad Central de Administración de Programas | Formosa                          | Integrada al Plan Mab en 2001, con 12 000 ha y ampliada en el 2014 a 61 763 ha. |
|        | Reserva de biosfera de las Yungas        | Coadministrada por las provincias de Salta, Jujuy, la Administración de Parques Nacionales y la ONG Proyungas | Jujuy Salta                      | Se extiende por la mayor parte de las yungas de la provincia de Jujuy y Salta, englobando a los parques nacionales Baritú y Calilegua, la reserva nacional El nogalar de Los Toldos y los parques provinciales Laguna Pintascayo (Salta) y Potrero de Yala (Jujuy) |
|        | Reserva de biosfera Andino Norpatagónica | Cogestionada por las provincias de Río Negro y Chubut, la Administración de Parque Nacionales y el INTA | Chubut Neuquén Río Negro         | Continúa en Chile, reserva de biosfera Bosques Templados Lluviosos de los Andes Australes |
|        | Reserva de biosfera Pereyra Iraola       | Administrada por el Organismo Provincial para el Desarrollo Sostenible de la provincia de Buenos Aires | Buenos Aires.                    | Incluye parte del parque artificial Pereyra Iraola que posee especies alóctonas implantadas a finales del s. XIX e inicios del s. XX, y áreas naturales como las de Punta Lara                                                                                     |
|        | Reserva de la biosfera Yabotí            | Administrada por el Ministerio de Ecología y Recursos Naturales Renovables de la provincia de Misiones | Misiones                         | Departamento San Pedro y Guaraní, Misiones |
|        | Monumento natural Laguna de los Pozuelos | Administrada por la Secretaría de Gestión Ambiental de la provincia de Jujuy | Jujuy                            | Declarada Reserva de Biosfera (1990), monumento natural (1981) y Sitio Ramsar (1992) |
|        | Reserva de Biósfera Península Valdés     | Área Natural Protegida Provincial Península Valdés, Sitio de Patrimonio Mundial de la UNESCO ( Patrimonio de la Humanidad (con el nombre de «Península Valdés», n.º ref. 937, en la XXIII sesión) (1999)), Sitio Ramsar | Chubut                           | Declarada reserva de biósfera en 2014. La superficie de 1 954 869 ha. incluye ecorregiones de la meseta patagónica y del Mar Argentino |
|        | Reserva de biosfera Patagonia Azul       | Administrada por la Secretaría de Turismo y Áreas Protegidas de la provincia del Chubut | Chubut                           | Reserva de biósfera desde junio de 2015. La superficie de 3 102 005 ha. incluye ecorregiones de estepa patagónica y Mar Argentino |

### SitiosRAMSARen Argentina
Los sitios Ramsar son humedales designados como áreas protegidas por la importancia que revisten como hábitat de aves acuáticas migratorias y de fauna y flora características, como reguladores de los regímenes hidrológicos y porque constituyen un recurso de gran valor económico, cultural, científico y recreativo.
Hasta el 2011 son veinte los sitios Ramsar designados en Argentina.

## Otras áreas naturales protegidas en Argentina
Paralelamente al reseñado sistema de parques, reservas y monumentos nacionales administrados por el Estado Argentino; se cuentan otras zonas protegidas que corresponden a jurisdicciones provinciales, municipales, ONG -i.e.: Fundación Vida Silvestre Argentina-,e incluso emprendimientos privados.

### Áreas naturales protegidas por los estados provinciales argentinos
Los primeros parques naturales provinciales datan de 1936 cuando el Gobierno de la provincia de Tucumán creó la reserva forestal La Florida y la reserva forestal Aconquija con, entonces, 10 200 y 500 ha respectivamente, a Tucumán le siguió e 1937 la provincia de Buenos Aires creando el Parque provincial Ernesto Tornquist.
Pero es de notar que aún en el 2008 muchas reservas naturales bajo supuesta administración provincial, departamental, partidal, municipal o privada solo figuran en los expedientes de su fundación; por este motivo extraoficialmente son calificadas de "reservas de papel".
Asimismo, existe una serie de áreas protegidas dentro del territorio reclamado por la Argentina y actualmente ocupado por el Reino Unido, que pasarán a ser efectivamente administradas por la provincia de Tierra del Fuego, una vez que se resuelva el conflicto. Estas son:
- En las Islas Malvinas: Celebroña; Isla Goicoechea; Isla Beauchene y la Punta Voluntarios.
- En las Islas Orcadas del Sur: APEA 109 Isla Moe, APEA 110 Isla Lynch, APEA 111 Isla Powell y APEA 114 Isla Coronación
- En las Islas Shetland del Sur: APEA 112 Península de Coppermine (en la Isla Robert), APEA 125 Península de Fildes, APEA 126 Península Armonía, APEA 140 Isla Decepción, APEA 144 Bahía Decepción, APEA 145 Puerto Foster, APEA 149 Cabo Shirreff, APEA 150 Isla Ardeley y APEA 151 Grupo de los Leones

Del mismo modo, entre otras reservas propuestas:
- En la zona de la Península Antártica: APEA 107 Isla Avian en el extremo sur de la isla Adelaida/Belgrano, APEA 108 Isla Verde, APEA 113 Isla Litchfield, APEA 115 Isla Lagotellerie dentro de la Bahía Margarita, APEA 117 Isla de las Aves, APEA 119 Espejos de Agua de Forlides y del Valle Davis, APEA 129 Punta Rothera, también en la isla Adelaida/Belgrano, APEA 134 Punta Cierva, APEA 139 Punta Biscoe, APEA 146 Bahía del Sur de la Isla Doumer, APEA 147 Isla Ablación, APEA 148 Monte Flora, APEA 152 Sector Occidental del Mar de la Flota, APEA 153 Este de la Isla Brabante de la Bahía Dallmann, y la reserva proyectada en Bahía Primavera.

Advertencia preliminar: la siguiente Tabla es provisional, ya que en gran parte de las provincias el hecho de que una zona se encuentre categorizada como reserva natural o afín, aún suele estar sujeta a las veleidades de los gobiernos o de las legislaturas. Un ejemplo de ello es el de la reserva natural Campo Pizarro, en territorio de contacto entre la yunga y el chaco salteño, con una extensión de unas 20 000 ha, que prácticamente en un día (el 22 de abril de 2004) bajo el gobierno de Juan Carlos Romero, pasó de estar resguardado como reserva natural provincial a ser zona privatizada susceptible de explotación forestal y siembra posterior (desde octubre de 2005 existió un proyecto del Poder Ejecutivo Nacional para resguardar ese territorio categorizándolo como reserva nacional la cual fue cumplimentada tras el año 2013 al crearse la Reserva nacional Pizarro). Otro ejemplo es el de Paramillos de Uspallata (Mendoza), una restringida área en la que se concentran importantes yacimientos paleontológicos y arqueológicos, las ruinas de las reducciones misioneras de los jesuitas, una biosfera singular, con especies de fauna en peligro de extinción (ñandú cordillerano, cóndores, guanacos, gato de la montaña, etc.) y una flora propia de la zona (el cardonal); como también una geología digna de ser preservada y bellezas panorámicas únicas. El proyecto para declararla «área natural protegida» se halla en tratamiento en la legislatura desde el año 2010.
| Imagen | Fecha de creación                          | Denominación                                                                        | Figura de protección                                                                                           | Provincia              | Departamento o Partido                                                                            | Notas |
| ------ | ------------------------------------------ | ----------------------------------------------------------------------------------- | --- | ---------------------- | ------------------------------------------------------------------------------------------------- | --- |
|        | 2012                                       | Ciudad Universitaria                                                                | Reserva ecológica                                                                                              | Ciudad de Buenos Aires |                                                                                                   | 18 hectáreas |
|        | 1986                                       | Reserva Costanera Sur                                                               | Parque natural y zona de reserva                                                                               | Ciudad de Buenos Aires |                                                                                                   | 350 hectáreas |
|        | 1997                                       | Punta Rasa                                                                          | Estación biológica                                                                                             | Buenos Aires           | Partido de La Costa                                                                               | 522 hectáreas |
|        | 1991                                       | Dique Ing. Roggero (Reserva Los Robles)                                             | Parque municipal                                                                                               | Buenos Aires           | Moreno, Marcos Paz y Merlo                                                                        | 668 hectáreas |
|        | 1982                                       | Paso de Las Piedras                                                                 | Parque provincial                                                                                              | Buenos Aires           | Pringles y Tornquist                                                                              | 4500 hectáreas |
|        | 1958                                       | Parque provincial Ernesto Tornquist                                                 | Parque provincial, reserva integral, monumento natural                                                         | Buenos Aires           | Tornquist                                                                                         | 6718 hectáreas |
|        | 1959                                       | Rafael de Aguiar                                                                    | Parque regional, forestal y botánico                                                                           | Buenos Aires           | San Nicolás                                                                                       | 1500 hectáreas |
|        | 1988                                       | parque natural Municipal Ribera Norte                                               | Refugio educativo                                                                                              | Buenos Aires           | San Isidro                                                                                        | 50 hectáreas |
|        | 1987                                       | Bajos del Temor                                                                     | Refugio privado de Vida Silvestre                                                                              | Buenos Aires           | Tigre                                                                                             | 226 hectáreas |
|        | 1996                                       | Faro Querandí                                                                       | Reserva dunícola                                                                                               | Buenos Aires           | Villa Gesell                                                                                      | 5575 hectáreas |
|        | 2011                                       | Reserva natural El Durazno                                                          | Reserva Natural de Objetivo Definido Educativo                                                                 | Buenos Aires           | Marcos Paz                                                                                        | 514 hectáreas |
|        | 2015                                       | Reserva natural de Ciudad Evita                                                     | Reserva natural municipal                                                                                      | Buenos Aires           | La Matanza                                                                                        | 287,8 hectáreas |
|        | 2011                                       | Reserva natural Lagunas de San Vicente                                              | Reserva Natural de Objetivo Definido Mixto Educativo y Protección de Cuencas Hídricas                          | Buenos Aires           | San Vicente                                                                                       | |
|        | 2006                                       | Reserva natural Guardia del Juncal                                                  | Reserva Natural Municipal de Objetivo Definido Educativo                                                       | Buenos Aires           | Cañuelas                                                                                          | 137 hectáreas |
|        | 1949                                       | Curral de Laguna de los Padres                                                      | Reserva botánica                                                                                               | Buenos Aires           | General Pueyrredón                                                                                | 96 hectáreas El nombre "curral" proviene del arbusto espinoso Colletia paradoxa, vulgarmente llamado "curro". |
|        | 2000                                       | Delta del Paraná                                                                    | Reserva de biosfera                                                                                            | Buenos Aires           | San Fernando                                                                                      | 86 264 hectáreas |
|        | 1958                                       | Isla Botija                                                                         | Reserva de uso múltiple                                                                                        | Buenos Aires           | Zárate                                                                                            | 759 hectáreas |
|        | 2006                                       | Guardia del Juncal                                                                  | Reserva natural educativa                                                                                      | Buenos Aires           | Cañuelas                                                                                          | 129 hectáreas |
|        | 1990                                       | Otamendi                                                                            | Reserva natural                                                                                                | Buenos Aires           | Campana                                                                                           | 3000 hectáreas |
|        | 2000                                       | Laguna Salada Grande                                                                | Reserva Natural de Usos Múltiples y Refugio de Vida Silvestre                                                  | Buenos Aires           | General Lavalle y General Madariaga                                                               | RNUM:5144 hectáreas y RVS: 291 972 hectáreas |
|        | 1984                                       | Parque Costero del Sur                                                              | Reserva de biosfera                                                                                            | Buenos Aires           | Magdalena                                                                                         | 23 500 hectáreas |
|        | 2005                                       | Pehuen-Có - Monte Hermoso                                                           | Reserva Geológica, Paleontológica y Arqueológica                                                               | Buenos Aires           | Coronel Rosales y Monte Hermoso                                                                   | 2542 hectáreas. Propuesta para que sea declarada patrimonio de la humanidad por la Unesco |
|        | 1981                                       | Reserva Dr. Carlos Spegazzini                                                       | Reserva micológica                                                                                             | Buenos Aires           | Lomas de Zamora                                                                                   | 60 hectáreas |
|        | 1991                                       | Ramallo                                                                             | Reserva municipal                                                                                              | Buenos Aires           | Ramallo                                                                                           | 16 hectáreas |
|        | 1973                                       | Sierra del Tigre                                                                    | Reserva natural                                                                                                | Buenos Aires           | Tandil                                                                                            | 150 hectáreas |
|        | 2010                                       | La Poligonal                                                                        | Paisaje Protegido de Interés Provincial                                                                        | Buenos Aires           | Tandil                                                                                            | Ley 14126 |
|        | 1991                                       | Selva Marginal de Hudson                                                            | Reserva natural                                                                                                | Buenos Aires           | Berazategui                                                                                       | 1200 hectáreas |
|        | 1998                                       | Isla Martín García                                                                  | Reserva natural de objetivo definido                                                                           | Buenos Aires           | La Plata                                                                                          | 180 hectáreas |
|        | 2000                                       | Isla Oyarvide                                                                       | Reserva natural                                                                                                | Buenos Aires           | San Fernando                                                                                      | Forma parte de la Reserva de biosfera Delta del Río Paraná |
|        | 1999                                       | Laguna Chasicó                                                                      | Reserva natural de objetivos definidos mixtos                                                                  | Buenos Aires           | Puan y Villarino                                                                                  | 3500 hectáreas |
|        | 1987                                       | Bahía San Blas-Isla Gama                                                            | Reserva natural de objetivo definido                                                                           | Buenos Aires           | Patagones                                                                                         | 7386 hectáreas |
|        | 1996                                       | Río Luján                                                                           | Reserva natural de uso múltiple                                                                                | Buenos Aires           | Campana                                                                                           | 1257 hectáreas |
|        | 1998                                       | Reserva natural Bahía Blanca, Bahía Falsa y Bahía Verde                             | Reserva natural de uso múltiple                                                                                | Buenos Aires           | Bahía Blanca, Coronel Rosales y Villarino                                                         | 254 354 hectáreas |
|        | 1958                                       | Río Barca Grande                                                                    | Reserva natural íctica                                                                                         | Buenos Aires           | San Fernando                                                                                      | Ecorregión Delta e Islas Río Paraná |
|        | 1958                                       | Reserva natural integral Punta Lara                                                 | Reserva natural integral                                                                                       | Buenos Aires           | Ensenada                                                                                          | 500 hectáreas |
|        | 1991                                       | Reserva natural municipal de Santa Catalina                                         | Reserva municipal de uso múltiple                                                                              | Buenos Aires           | Lomas de Zamora                                                                                   | 17 hectáreas |
|        | 1999                                       | Delta en Formación                                                                  | Reserva natural integral                                                                                       | Buenos Aires           | La Plata                                                                                          | 30 841 hectáreas |
|        | 1996                                       | Mar Chiquita                                                                        | Reserva natural integral                                                                                       | Buenos Aires           | Mar Chiquita                                                                                      | 3000 hectáreas. Esta laguna costera integra el «Plan Mab». |
|        | 1997                                       | Rincón del Ajó                                                                      | Reserva natural integral                                                                                       | Buenos Aires           | La Costa y Lavalle                                                                                | 2312 hectáreas |
|        | 1960                                       | Isla Laguna Alsina                                                                  | Reserva natural estricta                                                                                       | Buenos Aires           | Guaminí                                                                                           | 50 hectáreas. |
|        | 1997                                       | Bahía de Samborombón                                                                | Reserva natural integral                                                                                       | Buenos Aires           | Magdalena, Punta Indio, Chascomús, Castelli, Dolores, Tordillo, General Lavalle y La Costa.       | 10 730 hectáreas |
|        | 1984                                       | Punta Indio                                                                         | Reserva de biosfera Plan Mab                                                                                   | Buenos Aires           | Magdalena y Punta Indio                                                                           | 25 000 hectáreas |
|        | 1989                                       | Islas Solís (Delta en formación)                                                    | Reserva de recursos                                                                                            | Buenos Aires           | La Plata                                                                                          | 1500 hectáreas |
|        | 1991                                       | Islas Embudo, Bermeja y Trinidad                                                    | Reserva de recursos de uso múltiple                                                                            | Buenos Aires           | Villarino                                                                                         | 30 000 hectáreas |
|        | 1989                                       | Paisaje protegido Los Robles                                                        | Paisaje protegido                                                                                              | Buenos Aires           | Moreno                                                                                            | 668 hectáreas |
|        | 1991                                       | Talar de Belén                                                                      | Reserva privada                                                                                                | Buenos Aires           | Escobar                                                                                           | 100 hectáreas |
|        | 1991                                       | Reserva Guillermo Enrique Hudson                                                    | | Buenos Aires           | Berazategui                                                                                       | 54 hectáreas |
|        | 2007                                       | Parque Lítico La Movediza                                                           | | Buenos Aires           | Tandil                                                                                            | Réplica de la piedra movediza, en su emplazamiento original |
|        | 1989                                       | Dunas del Atlántico                                                                 | Reserva de recursos Reserva natural integral                                                                   | Buenos Aires           | Mar Chiquita                                                                                      | 3000 hectáreas |
|        | 1991                                       | Reserva del Pilar                                                                   | Reserva natural municipal                                                                                      | Buenos Aires           | Pilar                                                                                             | 297 hectáreas. Gestión privada |
|        | 1979                                       | Laguna Blanca                                                                       | Área natural protegida                                                                                         | Catamarca              | Belén y Antofagasta de la Sierra                                                                  | 770 000 hectáreas |
|        | 2013                                       | Campo de Piedra Pómez                                                               | Área natural protegida                                                                                         | Catamarca              | Antofagasta de la Sierra                                                                          | 75 489 hectáreas |
|        | 2004                                       | Merced de Allpatauca                                                                | Refugio privado de Vida Silvestre                                                                              | Catamarca              | Fray Mamerto Esquiú                                                                               | 623 hectáreas |
|        | 2007                                       | Sierras de Belén                                                                    | Área natural protegida                                                                                         | Catamarca              | Belén                                                                                             | 49 000 hectáreas |
|        | 1935                                       | Presidencia de La Plaza                                                             | Reserva forestal                                                                                               | Chaco                  | Presidencia de la Plaza                                                                           | 2250 hectáreas |
|        | 1970                                       | Litoral Chaqueño                                                                    | Parque provincial                                                                                              | Chaco                  | San Fernando                                                                                      | 10 000 hectáreas |
|        | 1978                                       | Parque provincial Pampa del Indio                                                   | Parque provincial                                                                                              | Chaco                  | Libertador General San Martín                                                                     | 8633 hectáreas |
|        | 1990                                       | Colonia Benítez                                                                     | Reserva natural educativa                                                                                      | Chaco                  | Primero de Mayo                                                                                   | 10 hectáreas |
|        | 1991                                       | El Cachapé                                                                          | Refugio privado de Vida Silvestre                                                                              | Chaco                  | Primero de Mayo                                                                                   | 1750 hectáreas |
|        | 1999                                       | Reserva Augusto Schulz                                                              | Reserva de recursos                                                                                            | Chaco                  | General Güemes                                                                                    | 2491 hectáreas |
|        | 2000                                       | Fuerte Esperanza                                                                    | Parque provincial                                                                                              | Chaco                  | General Güemes                                                                                    | 28 220 hectáreas |
|        | 2004                                       | Loro Hablador                                                                       | Parque natural provincial                                                                                      | Chaco                  | General Güemes                                                                                    | 17 500 hectáreas |
|        |                                            | Isla del Cerrito                                                                    | Reserva provincial                                                                                             | Chaco                  | Bermejo                                                                                           | 12 000 hectáreas |
|        | 2005                                       | Campo del Cielo/Pinguen N'onaxa                                                     | Reserva natural                                                                                                | Chaco                  | Doce de Octubre                                                                                   | 100 hectáreas |
|        | 2007                                       | La Pirámide                                                                         | Reserva de recursos                                                                                            | Chaco                  | Almirante Brown                                                                                   | 5000 hectáreas. Decreto N.º 2158/07. En conflicto por el dominio de la tierra. |
|        |                                            | Parque Norte Caraguatá                                                              | Área de esparcimiento y recreación                                                                             | Chaco                  | San Fernando                                                                                      | (próximo a Resistencia) |
|        | 1944                                       | Trevelin                                                                            | Reserva forestal                                                                                               | Chubut                 | Futaleufú                                                                                         | 3030 ha |
|        | 1960                                       | El Puelo                                                                            | Reserva forestal                                                                                               | Chubut                 | Cushamen                                                                                          | 60 ha |
|        | 1964                                       | Lago Epuyén                                                                         | Reserva forestal                                                                                               | Chubut                 | Cushamen                                                                                          | 20 000 ha |
|        | 1966                                       | Punta Loma                                                                          | Reserva natural turística - Área Natural Protegida                                                             | Chubut                 | Biedma                                                                                            | 1707 ha Preservación de especies y diversidad genética. |
|        | 1967                                       | Punta Norte                                                                         | Reserva natural turística                                                                                      | Chubut                 | Biedma                                                                                            | 6 ha (variable) |
|        | 1967                                       | Isla de los Pájaros                                                                 | Reserva natural turística                                                                                      | Chubut                 | Biedma                                                                                            | 6 ha (aproximadamente) |
|        | 1972                                       | Punta Tombo                                                                         | Reserva natural - Área Natural Protegida                                                                       | Chubut                 | Florentino Ameghino                                                                               | 210 ha Patrimonio Natural de la Humanidad (UNESCO) |
|        | 1973                                       | Cabo Dos Bahías                                                                     | Reserva natural turística - Objetivo integral - Área Natural Protegida del Chubut                              | Chubut                 | Florentino Ameghino                                                                               | 160 ha |
|        | 1974                                       | Punta Delgada                                                                       | Reserva natural turística                                                                                      | Chubut                 | Biedma                                                                                            | 2829 ha |
|        | 1974                                       | Punta Pirámides                                                                     | Reserva natural turística                                                                                      | Chubut                 | Biedma                                                                                            | 132 ha |
|        | 1974                                       | Golfo San José                                                                      | Parque marino provincial                                                                                       | Chubut                 | Biedma                                                                                            | 81 400 ha aprox. Preservación de especies y diversidad genética. |
|        | 1982                                       | Cerro Currumahuida                                                                  | Reserva forestal- Área Protegida con Recursos Manejados                                                        | Chubut                 | Cushamen                                                                                          | 3250 ha |
|        | 1983                                       | Laguna Aleusco                                                                      | Reserva natural turística objetivo específico - Área Natural Protegida                                         | Chubut                 | Languiñeo                                                                                         | 1200 ha. Dominio privado |
|        | 1983                                       | Península de Valdés                                                                 | Reserva natural turística - Objetivo integral - Área Natural Protegida                                         | Chubut                 | Biedma                                                                                            | 349 862 ha |
|        | 1983                                       | Caleta Valdés                                                                       | Reserva natural turística                                                                                      | Chubut                 | Biedma                                                                                            | 10 000 ha |
|        | 1985                                       | Punta del Marqués                                                                   | Reserva natural - Zona de investigación científica, unidad de investigación biológica - Área Natural Protegida | Chubut                 | Escalante                                                                                         | Protección de apostaderos reproductivos |
|        | 1985                                       | Punta León                                                                          | Reserva natural turística U. Invest. Biológica Área Natural Protegida del Chubut                               | Chubut                 | Rawson                                                                                            | 300 ha Preservación de especies y diversidad genética |
|        | 1986                                       | Lago Guacho                                                                         | Reserva forestal                                                                                               | Chubut                 | Languiñeo                                                                                         | 1000 ha Paraje distante 32 km de la localidad de Corcovado |
|        | 1989                                       | Las Horquetas                                                                       | Reserva forestal                                                                                               | Chubut                 | Languiñeo                                                                                         | 2500 ha |
|        | 1990                                       | El Desemboque                                                                       | Parque natural                                                                                                 | Chubut                 | Cushamen                                                                                          | Gestión privada. Situado a 14 km de la localidad de El Hoyo |
|        | 1993                                       | Cascada del Nant y Fall (Arroyo Las Caídas)                                         | Reserva natural turística Área Natural Protegida del Chubut                                                    | Chubut                 | Futaleufú                                                                                         | 50 ha |
|        | 1993                                       | Cerro Pirque                                                                        | Parque provincial                                                                                              | Chubut                 | Cushamen                                                                                          | 770 ha |
|        | 1994                                       | Río Turbio                                                                          | Parque provincial y reserva forestal                                                                           | Chubut                 | Cushamen                                                                                          | 50 000 ha |
|        | 2001                                       | Bosque Petrificado Sarmiento                                                        | Reserva natural turística objetivo específico y monumento natural Área Natural Protegida del Chubut            | Chubut                 | Sarmiento                                                                                         | 1856 ha |
|        | 2001                                       | San Pablo de Valdés                                                                 | Reserva de vida silvestre                                                                                      | Chubut                 | Biedma                                                                                            | 7360 ha Dentro del Área Natural Protegida Península de Valdés |
|        | 2003                                       | Área natural El Doradillo                                                           | Área Natural Protegida                                                                                         | Chubut                 | Biedma                                                                                            | 10 000 hectáreas |
|        | 2003                                       | Lago Baggilt                                                                        | Área Natural Protegida del Chubut                                                                              | Chubut                 | Futaleufú                                                                                         | 1500 ha |
|        | 2003                                       | La Esperanza                                                                        | Refugio privado de Vida Silvestre                                                                              | Chubut                 | Biedma                                                                                            | 6700 ha |
|        | 2006                                       | Piedra Parada                                                                       | Área Natural Protegida del Chubut                                                                              | Chubut                 | Languiñeo                                                                                         | 132 ha |
|        | 2009                                       | Parque interjurisdiccional marino costero Patagonia Austral                         | Parque provincial - Área Natural Protegida del Chubut                                                          | Chubut                 | Florentino Ameghino                                                                               | 104 812 ha |
|        | 2009                                       | Bosque Petrificado Florentino Ameghino                                              | Área Natural Protegida                                                                                         | Chubut                 | Gaiman y Mártires                                                                                 | 220 000 ha |
|        | 2014                                       | Valle de Los Altares                                                                | Área Natural Protegida                                                                                         | Chubut                 | Paso de Indios                                                                                    | 150 000 ha |
|        | 2015                                       | Parque Cholila                                                                      | Parque interjurisdiccional para proteger la vida natural                                                       | Chubut                 | Futaleufú                                                                                         | 220 000 ha. Creado para proteger los bosques tras los incendios de febrero de 2015 |
|        | 2002                                       | Bañados del Río Dulce y Laguna de Mar Chiquita                                      | Reserva natural y sitio Ramsar                                                                                 | Córdoba                | Río Seco, Tulumba, Río Primero y San Justo                                                        | 996 000 hectáreas. Es la mayor cuenca endorreica de Argentina. |
|        | 2002                                       | Parque natural Rio Hueco                                                            | Parque natural y sitio Ramsar                                                                                  | Córdoba                | departamento San Alberto                                                                          | |
|        | 1986                                       | Parque y reserva natural Chancaní                                                   | Parque y reserva natural                                                                                       | Córdoba                | Pocho                                                                                             | 4920 hectáreas |
|        | 1986                                       | Laguna La Felipa                                                                    | Reserva natural de flora y fauna                                                                               | Córdoba                | Juárez Celman                                                                                     | 1307 hectáreas. Esteros confluencia arroyo Chucul con el río Cuarto o Chocancharava |
|        |                                            | Lagunas del Sur y Bañados del Saladillo                                             | Área propuesta como reserva natural                                                                            | Córdoba                | Unión                                                                                             | 4000 hectáreas. En cercanías de las localidades de Canals y Laborde |
|        | 1990                                       | Vaquerías                                                                           | Reserva natural                                                                                                | Córdoba                | Punilla                                                                                           | 380 hectáreas Administrada por la UNC |
|        | 1985                                       | Reserva Ecológica Suquía                                                            | Reserva ecológica                                                                                              | Córdoba                | Capital                                                                                           | 66 hectáreas |
|        | 1990                                       | Las Tunitas                                                                         | Reserva natural                                                                                                | Córdoba                | General San Martín                                                                                | 300 hectáreas |
|        | 1990                                       | Las Tunas                                                                           | Reserva natural                                                                                                | Córdoba                | Marcos Juárez                                                                                     | 300 hectáreas |
|        | 1957                                       | Cerro Colorado                                                                      | Reserva cultural natural                                                                                       | Córdoba                | Río Seco                                                                                          | 3000 hectáreas |
|        | 2001                                       | Reserva Hídrica Los Gigantes                                                        | Área Natural Protegida                                                                                         | Córdoba                | Cruz del Eje                                                                                      | Por Ruta Provincial N.º 28 - Integra la Pampa de Achala |
|        | 2005                                       | Refugio de vida silvestre Paso Viejo                                                | Refugio natural de vida silvestre                                                                              | Córdoba                | Cruz del Eje                                                                                      | 2600 hectáreas |
|        | 1999                                       | Pampa de Achala                                                                     | Reserva hídrica provincial                                                                                     | Córdoba                | Cruz del Eje, San Alberto, San Javier, Punilla y Calamuchita                                      | 146 000 hectáreas |
|        | 1987                                       | Reserva La Quebrada                                                                 | Reserva hídrica natural                                                                                        | Córdoba                | Colón                                                                                             | 4200 hectáreas |
|        | 1989                                       | Las Dos Hermanas                                                                    | Refugio privado de Vida Silvestre                                                                              | Córdoba                | General San Martín                                                                                | 960 hectáreas |
|        | 1989                                       | La Aguadita                                                                         | Refugio privado de Vida Silvestre                                                                              | Córdoba                | San Javier                                                                                        | 65 hectáreas Gestión privada |
|        | 1988                                       | El Potrerillo                                                                       | Refugio privado de Vida Silvestre                                                                              | Córdoba                | Santa María                                                                                       | 500 hectáreas |
|        | 1988                                       | Monte de Las Barrancas                                                              | Refugio de Vida Silvestre                                                                                      | Córdoba                | Ischilín y Tulumba                                                                                | 7656 hectáreas |
|        | 2003                                       | Salinas Grandes                                                                     | Reserva natural de uso múltiple                                                                                | Córdoba                | Ischilín y Tulumba                                                                                | 200 000 hectáreas |
|        | 1986                                       | Parque Chancaní                                                                     | Parque natural y reserva forestal                                                                              | Córdoba                | Pocho                                                                                             | 4920 hectáreas |
|        | 1990                                       | Parque Tau                                                                          | Reserva natural                                                                                                | Córdoba                | Unión                                                                                             | 68 hectáreas |
|        | Reserva Hídrica y Recreativa Natural Bamba | Reserva natural                                                                     | Córdoba | Unión                  | [                                                                                                 | |
|        | 1979                                       | Parque San Martín                                                                   | Reserva natural urbana                                                                                         | Córdoba                | Capital                                                                                           | 114 hectáreas |
|        | 2000                                       | Reserva Natural Los Quebrachitos de Unquillo                                        | Reserva natural                                                                                                | Córdoba                | Colón                                                                                             | 500 hectáreas |
|        | 2000                                       | Reserva Natural Los Cajones o Los Cajones del Durazno                               | Reserva natural                                                                                                | Córdoba                | Calamuchita                                                                                       | 500 hectáreas |
|        | 1982                                       | Esteros del Iberá                                                                   | Reserva natural                                                                                                | Corrientes             | Concepción, Mercedes, San Martín, San Miguel y Santo Tomé                                         | 1 200 000 hectáreas. Es uno de los mayores humedales del hemisferio occidental |
|        | 1994                                       | Rincón de Santa María                                                               | Reserva natural provincial                                                                                     | Corrientes             | Ituzaingó                                                                                         | 2450 hectáreas |
|        | 1994                                       | Apipé Grande                                                                        | Reserva natural provincial                                                                                     | Corrientes             | Ituzaingó                                                                                         | 27 500 hectáreas |
|        | 1989                                       | San Juan Poriahú                                                                    | Refugio privado de Vida Silvestre                                                                              | Corrientes             | San Miguel                                                                                        | 12 975 hectáreas Reserva de gestión privada incluida dentro de los Esteros del Iberá |
|        | 2012                                       | Reserva Paleontológica del Arroyo Toropí                                            | Reserva paleontológica y natural provincial                                                                    | Corrientes             | Bella Vista                                                                                       | 554 hectáreas |
|        | 2012                                       | Laguna Brava                                                                        | Reserva natural provincial                                                                                     | Corrientes             | Capital                                                                                           | |
|        | 2009                                       | Estancia San Antonio                                                                | Refugio de vida silvestre                                                                                      | Corrientes             | San Martín                                                                                        | 3918 hectáreas Reserva de gestión privada incluida dentro de los Esteros del Iberá |
|        | 1995                                       | Islote Municipal                                                                    | Monumento natural                                                                                              | Entre Ríos             | Paraná                                                                                            | 15 hectáreas |
|        | 1996                                       | El Chañar                                                                           | Reserva natural de uso múltiple                                                                                | Entre Ríos             | Nogoyá                                                                                            | 75 hectáreas Gestión privada |
|        | 1992                                       | Escuela Justo de Urquiza                                                            | Reserva de uso múltiple                                                                                        | Entre Ríos             | Villaguay                                                                                         | 16 hectáreas |
|        | 1989                                       | Carpincho                                                                           | Reserva de uso múltiple                                                                                        | Entre Ríos             | Villaguay                                                                                         | 375 hectáreas |
|        | 1982                                       | Escuela Juan Bautista Alberdi                                                       | Reserva de uso múltiple                                                                                        | Entre Ríos             | Paraná                                                                                            | 20 hectáreas |
|        | 1995                                       | Abayuva                                                                             | Paisaje protegido                                                                                              | Entre Ríos             | Concordia                                                                                         | 215 hectáreas |
|        | 1983                                       | Parque Gazzano                                                                      | Paisaje protegido                                                                                              | Entre Ríos             | Paraná                                                                                            | 8 hectáreas |
|        | 1997                                       | Balneario Thompsom                                                                  | Paisaje protegido                                                                                              | Entre Ríos             | Paraná                                                                                            | 4 hectáreas |
|        | 1993                                       | Zona de Protección de Aves Silvestres                                               | Paisaje protegido                                                                                              | Entre Ríos             | Concordia                                                                                         | 98 hectáreas |
|        | 1997                                       | Parque escolar Enrique Berduc                                                       | Paisaje protegido                                                                                              | Entre Ríos             | Paraná                                                                                            | 1 hectárea |
|        | 1969                                       | Camping Toma Vieja                                                                  | Paisaje protegido                                                                                              | Entre Ríos             | Paraná                                                                                            | 20 hectáreas |
|        | 1980                                       | Parque El Aromito                                                                   | Parque municipal de especies autóctonas                                                                        | Entre Ríos             | Federación                                                                                        | 1 hectárea |
|        | 1987                                       | Las Piedras                                                                         | Paisaje protegido                                                                                              | Entre Ríos             | Gualeguaychú                                                                                      | 312 hectáreas |
|        | 1999                                       | Reserva Chaviyú                                                                     | Reserva forestal                                                                                               | Entre Ríos             | Federación                                                                                        | 132 hectáreas |
|        | 2000                                       | El Alisal (Isla El Espinillo)                                                       | Paisaje protegido                                                                                              | Entre Ríos             | Victoria                                                                                          | 246 hectáreas |
|        | 1987                                       | Las Piedras (Parque Muttio)                                                         | Paisaje protegido                                                                                              | Entre Ríos             | Paraná                                                                                            | 7 hectáreas |
|        |                                            | Cascada Ander Egg                                                                   | Paisaje protegido                                                                                              | Entre Ríos             | Diamante                                                                                          | 3 hectáreas |
|        | 1992                                       | Parque Urquiza                                                                      | Reserva de uso múltiple                                                                                        | Entre Ríos             | Villaguay                                                                                         | 3 hectáreas |
|        | 1998                                       | La Aurora del Palmar                                                                | Refugio privado de vida silvestre                                                                              | Entre Ríos             | Colón                                                                                             | 3 hectáreas |
|        | 1950                                       | Parque General San Martín                                                           | Parque escolar rural                                                                                           | Entre Ríos             | Paraná                                                                                            | 600 hectáreas |
|        | 1968                                       | Formosa                                                                             | Reserva natural                                                                                                | Formosa                | Bermejo                                                                                           | 9005 hectáreas |
|        | 2001                                       | Laguna Oca del río Paraguay                                                         | Reserva de biosfera                                                                                            | Formosa                | Formosa                                                                                           | 10 000 hectáreas |
|        | 1970                                       | Agua Dulce                                                                          | Reserva de caza                                                                                                | Formosa                | Pilagás                                                                                           | 10 000 hectáreas |
|        | 1970                                       | Laguna Hu                                                                           | Reserva de caza                                                                                                | Formosa                | Formosa                                                                                           | 1800 hectáreas |
|        | 1990                                       | Bouvier                                                                             | Refugio privado de vida silvestre)                                                                             | Formosa                | Pilcomayo                                                                                         | 5000 hectáreas |
|        | 1986                                       | El Bagual                                                                           | Reserva privada                                                                                                | Formosa                | Laishí                                                                                            | 3330 hectáreas |
|        |                                            | Parque Botánico Natural (Formosa)                                                   | Parque natural                                                                                                 | Formosa                | Formosa                                                                                           | Facultad de Recursos Naturales |
|        | 1987                                       | Riacho Teuquito                                                                     | Reserva de biosfera                                                                                            | Formosa                | Bermejo                                                                                           | 81 000 hectáreas |
|        | 1952                                       | Potrero de Yala o Lagunas de Yala                                                   | Parque provincial                                                                                              | Jujuy                  | Doctor Manuel Belgrano                                                                            | 4292 hectáreas |
|        | 1980                                       | Laguna de los Pozuelos                                                              | Reserva de biosfera                                                                                            | Jujuy                  | Rinconada, Santa Catalina y Yavi                                                                  | 364 000 hectáreas |
|        | 1981                                       | Olaroz-Cauchari                                                                     | Reserva de fauna y flora                                                                                       | Jujuy                  | Susques                                                                                           | 180 000 hectáreas |
|        | 1985                                       | Laguna Leandro                                                                      | Monumento natural                                                                                              | Jujuy                  | Humahuaca                                                                                         | 200 hectáreas |
|        | 1992                                       | Altoandina de La Chinchilla                                                         | Reserva provincial                                                                                             | Jujuy                  | Rinconada y Susques                                                                               | 119 730 hectáreas |
|        |                                            | Yungas-2 (Selva de las Yungas)                                                      | Reserva de biosfera                                                                                            | Jujuy                  | Doctor Manuel Belgrano                                                                            | 320 000 hectáreas |
|        | 2002                                       | Las Lancitas                                                                        | Reserva natural                                                                                                | Jujuy                  | Santa Bárbara                                                                                     | 9536 hectáreas |
|        | 1967                                       | Parque Luro                                                                         | Reserva provincial de flora y fauna                                                                            | La Pampa               | Toay                                                                                              | 7608 ha. |
|        | 1974                                       | Limay Mahuida                                                                       | Reserva natural                                                                                                | La Pampa               | Limay Mahuida                                                                                     | 4983 ha. |
|        | 1974                                       | Pichi Mahuida                                                                       | Reserva natural                                                                                                | La Pampa               | Lihuel Calel                                                                                      | 4119 ha. |
|        | 1974                                       | La Humada                                                                           | Reserva natural                                                                                                | La Pampa               | Chical Co                                                                                         | 5000 ha. |
|        | 1974                                       | La Reforma                                                                          | Reserva natural                                                                                                | La Pampa               | Limay Mahuida                                                                                     | 5000 ha. |
|        | 1991                                       | Laguna Guatraché                                                                    | Reserva natural                                                                                                | La Pampa               | Guatraché                                                                                         | 6400 ha. |
|        | 1993                                       | Casa de Piedra                                                                      | Reserva natural                                                                                                | La Pampa               | Puelén                                                                                            | Al 31/12/2015 no se había definido aún su superficie. |
|        | 2004                                       | Chadilauquen                                                                        | Reserva natural                                                                                                | La Pampa               | Realicó                                                                                           | 1700 ha. |
|        | 2013                                       | Ñochilei Co                                                                         | Reserva natural                                                                                                | La Pampa               | Limay Mahuida y Chalileo                                                                          | 40 000 ha. |
|        | 1963                                       | Guasamayo                                                                           | Reserva provincial                                                                                             | La Rioja               | General Juan Facundo Quiroga                                                                      | 9000 ha. |
|        | 1980                                       | Laguna Brava                                                                        | Reserva de vicuñas y protección de ecosistemas                                                                 | La Rioja               | Vinchina y General Lamadrid                                                                       | 405 000 ha. |
|        | 2001                                       | Parque geológico Sanagasta                                                          | Reserva provincial                                                                                             | La Rioja               | Sanagasta                                                                                         | También llamado Parque Los Dinosaurios. |
|        | 2002                                       | El Chiflón                                                                          | Reserva natural                                                                                                | La Rioja               | Independencia                                                                                     | 9000 ha. |
|        | 2004                                       | Sitio de Hualco                                                                     | Reserva cultural y natural                                                                                     | La Rioja               | San Blas de los Sauces                                                                            | Sitio arqueológico. |
|        | 2005                                       | Quebrada de los Cóndores                                                            | Reserva ecológica                                                                                              | La Rioja               | Ángel V. Peñaloza                                                                                 | Ley Provincial 7849 - Reserva Ecológica Sierra de los Quinteros. |
|        | 2015                                       | Los Colorados                                                                       | Reserva provincial                                                                                             | La Rioja               | Independencia Chilecito                                                                           | Al 31/12/2015 no se había definido aún su superficie. Ley 9714 de la Provincia de La Rioja. |
|        | 1980                                       | Laguna de Llancanelo                                                                | Reserva natural de flora y fauna                                                                               | Mendoza                | Malargüe                                                                                          | 40 000 ha. |
|        | 1982                                       | La Payunia o El Payén                                                               | Reserva total                                                                                                  | Mendoza                | Malargüe                                                                                          | 450 000 ha. Territorio caracterizado por su relieve volcánico y dominado por el volcán Payún Matrú |
|        | 1983                                       | Parque provincial Aconcagua                                                         | Parque provincial                                                                                              | Mendoza                | Las Heras                                                                                         | 70 000 ha. En su ejido incluye al cerro que le da nombre y que es la más elevada cumbre de los hemisferios occidental y meridional. |
|        | 1983                                       | Divisadero Largo                                                                    | Reserva natural                                                                                                | Mendoza                | Capital                                                                                           | 492 ha. |
|        | 1985                                       | Volcán Tupungato                                                                    | Parque provincial                                                                                              | Mendoza                | Tupungato Luján de Cuyo                                                                           | 110 000 ha. |
|        | 1986                                       | Telteca                                                                             | Reserva provincial de flora y fauna                                                                            | Mendoza                | Lavalle                                                                                           | 20 400 ha. Forma parte del sistema «Plan Mab». |
|        | 1993                                       | Del Cóndor Andino                                                                   | Reserva natural                                                                                                | Mendoza                | Tupungato                                                                                         | 25 000 ha. |
|        | 1994                                       | Laguna del Diamante                                                                 | Área natural protegida provincial                                                                              | Mendoza                | San Carlos                                                                                        | 28 000 ha. |
|        | 1994                                       | El Manzano Histórico                                                                | Reserva paisajística natural cultural protegida                                                                | Mendoza                | Tunuyán                                                                                           | 1000 ha. Protección de recursos culturales |
|        | 1996                                       | Sierra Pintada                                                                      | Reserva de uso múltiple                                                                                        | Mendoza                | San Rafael                                                                                        | 5000 ha. |
|        | 1997                                       | Caverna de las Brujas                                                               | Monumento natural                                                                                              | Mendoza                | Malargüe                                                                                          | 500 ha. |
|        | 1999                                       | Lagunas de Huanacache                                                               | Reserva de biosfera                                                                                            | Mendoza                | Luján de Cuyo                                                                                     | 340 000 ha. |
|        | 1999                                       | Castillos de Pincheira                                                              | Monumento natural provincial                                                                                   | Mendoza                | Malargüe                                                                                          | 650 ha. |
|        | 2000                                       | Villavicencio                                                                       | Reserva natural privada                                                                                        | Mendoza                | Las Heras                                                                                         | 62 000 ha. |
|        | 2001                                       | Laguna Las Salinas                                                                  | Reserva provincial                                                                                             | Mendoza                | San Rafael                                                                                        | 3500 ha. |
|        | 2005                                       | Puente del Inca                                                                     | Monumento natural provincial                                                                                   | Mendoza                | Las Heras                                                                                         | 500 ha. |
|        | 2011                                       | Cordón del Plata                                                                    | Parque provincial                                                                                              | Mendoza                | Luján de Cuyo Tupungato                                                                           | 175 500 ha. |
|        | 2012                                       | Laguna del Atuel                                                                    | Reserva hídrica natural y de recursos                                                                          | Mendoza                | San Rafael                                                                                        | 70 000 ha. |
|        | 1975                                       | Reserva Guaraní                                                                     | Reserva forestal                                                                                               | Misiones               | Guaraní                                                                                           | 5343 ha. |
|        | 1978                                       | Reserva Corpus                                                                      | Reserva natural íctica                                                                                         | Misiones               | San Ignacio                                                                                       | 882 ha. |
|        | 1979                                       | Isla Caraguatay                                                                     | Parque provincial                                                                                              | Misiones               | Montecarlo                                                                                        | 32 ha. |
|        | 1988                                       | Moconá                                                                              | Parque provincial                                                                                              | Misiones               | San Pedro                                                                                         | 999 ha. |
|        | 1988                                       | Parque Urugua-í                                                                     | Parque provincial                                                                                              | Misiones               | General Manuel Belgrano Iguazú                                                                    | 84 000 ha. |
|        | 1989                                       | Yacuy                                                                               | Parque provincial                                                                                              | Misiones               | General Manuel Belgrano                                                                           | 347 ha. |
|        | 1989                                       | Cruce Caballero                                                                     | Parque provincial                                                                                              | Misiones               | San Pedro                                                                                         | 432 ha. |
|        | 1989                                       | Araucaria                                                                           | Parque provincial                                                                                              | Misiones               | San Pedro                                                                                         | 92 ha. |
|        | 1989                                       | Teyú Cuaré                                                                          | Parque provincial                                                                                              | Misiones               | San Ignacio                                                                                       | 78 ha. |
|        | 1989                                       | Esperanza                                                                           | Parque provincial                                                                                              | Misiones               | Iguazú                                                                                            | 686 ha. |
|        | 1989                                       | Parque Amado Bonpland                                                               | Parque municipal                                                                                               | Misiones               | Oberá                                                                                             | 2 ha. |
|        | 1989                                       | Paraje Los Indios                                                                   | Parque municipal                                                                                               | Misiones               | Oberá                                                                                             | 11 ha. |
|        | 1990                                       | Cañadón de Profundidad                                                              | Parque provincial                                                                                              | Misiones               | Candelaria                                                                                        | 19 ha. |
|        | 1991                                       | Timbó Gigante                                                                       | Refugio de Vida Silvestre                                                                                      | Misiones               | Montecarlo                                                                                        | 199 ha. |
|        | 1992                                       | Anexo Cuartel Río Victoria                                                          | Reserva de uso múltiple                                                                                        | Misiones               | Guaraní                                                                                           | 400 ha. |
|        | 1992                                       | Cerro Azul                                                                          | Reserva de uso múltiple                                                                                        | Misiones               | Leandro N. Alem                                                                                   | 384 ha. |
|        | 1992                                       | Horacio Foerster                                                                    | Parque provincial                                                                                              | Misiones               | General Manuel Belgrano                                                                           | 4980 ha. |
|        | 1992                                       | Río Victoria                                                                        | Reserva de uso múltiple                                                                                        | Misiones               | Guaraní                                                                                           | 10 ha. |
|        | 1993                                       | El Piñalito                                                                         | Parque provincial                                                                                              | Misiones               | San Pedro                                                                                         | 3796 ha. |
|        | 1994                                       | Papel Misionero                                                                     | Reserva natural cultural                                                                                       | Misiones               | Guaraní                                                                                           | 10 397 ha. |
|        | 1994                                       | Arboretum municipal La Forestal                                                     | Reserva de uso múltiple                                                                                        | Misiones               | Leandro N. Alem                                                                                   | 36 ha. |
|        | 1995                                       | Lote C Huerto Municipal                                                             | Parque natural municipal                                                                                       | Misiones               | Iguazú                                                                                            | 83 ha. |
|        | 1995                                       | Parque Yarará                                                                       | Parque natural municipal                                                                                       | Misiones               | Iguazú                                                                                            | Superficie no definida. |
|        | 1995                                       | Salto Küppers                                                                       | Parque natural municipal                                                                                       | Misiones               | Eldorado                                                                                          | 64 ha. |
|        | 1996                                       | Parque Luis Honorio Rolón                                                           | Parque natural municipal                                                                                       | Misiones               | Iguazú                                                                                            | 10 ha. |
|        | 1996                                       | Lago Urugua-í                                                                       | Paisaje protegido                                                                                              | Misiones               | Iguazú                                                                                            | 8000 ha. |
|        | 1996                                       | Sierra Crovetto                                                                     | Parque provincial                                                                                              | Misiones               | Apóstoles                                                                                         | 1088 ha. |
|        | 1996                                       | Salto Encantado                                                                     | Parque provincial                                                                                              | Misiones               | Cainguás Libertador Gral. San Martín                                                              | 16 700 ha. |
|        | 1996                                       | Fachinal                                                                            | Parque provincial                                                                                              | Misiones               | Capital                                                                                           | 52 ha. |
|        | 1996                                       | Florencio de Basaldúa                                                               | Reserva de uso múltiple                                                                                        | Misiones               | General Manuel Belgrano                                                                           | 249 ha. |
|        | 1997                                       | Alejandro Orloff-Saltitos                                                           | Reserva de uso múltiple                                                                                        | Misiones               | San Pedro                                                                                         | 409 ha. |
|        | 1997                                       | Reserva Tomo                                                                        | Reserva privada                                                                                                | Misiones               | Eldorado                                                                                          | 1441 ha. |
|        | 1997                                       | Parque Esmeralda                                                                    | Parque provincial                                                                                              | Misiones               | San Pedro                                                                                         | 31 596 ha. |
|        | 1999                                       | Reserva Santa Rosa                                                                  | Reserva privada                                                                                                | Misiones               | Concepción                                                                                        | 439 ha. |
|        | 2000                                       | Reserva Yacutinga                                                                   | Refugio privado de Vida Silvestre                                                                              | Misiones               | General Manuel Belgrano                                                                           | 550 ha. |
|        | 2000                                       | Valle del Arroyo Cuñá Pirú                                                          | Reserva natural privada                                                                                        | Misiones               | Libertador General San Martín Cainguás                                                            | 6035 ha. |
|        | 2002                                       | El Puma - Candelaria                                                                | Reserva natural de uso múltiple                                                                                | Misiones               | Candelaria                                                                                        | 25 ha. |
|        | 2002                                       | Reserva Urugua-í                                                                    | Reserva de Vida Silvestre                                                                                      | Misiones               | General Manuel Belgrano                                                                           | 3243 ha. |
|        | 2003                                       | Reserva Yaguaroundí                                                                 | Refugio privado de Vida Silvestre                                                                              | Misiones               | Guaraní                                                                                           | 400 ha. |
|        | 2004                                       | Refugio Arira-í                                                                     | Refugio privado de Vida Silvestre                                                                              | Misiones               | General Manuel Belgrano                                                                           | 180 ha. |
|        | 2004                                       | Puerto Península                                                                    | Parque provincial                                                                                              | Misiones               | Iguazú                                                                                            | 6900 ha. |
|        | 2004                                       | Uruzú                                                                               | Parque provincial                                                                                              | Misiones               | Iguazú                                                                                            | 2497 ha. |
|        | 2004                                       | 2000 hectáreas                                                                      | Reserva de usos múltiples                                                                                      | Misiones               | Iguazú                                                                                            | 2000 ha. |
|        | 2006                                       | Guarambocá                                                                          | Parque provincial                                                                                              | Misiones               | Guaraní                                                                                           | 2083 ha. |
|        | 2006                                       | Reserva Cuñá Pirú                                                                   | Reserva natural cultural                                                                                       | Misiones               | Libertador General San Martín                                                                     | 5280 ha. Incluida en Parque Salto Encantado del Cuñá Pirú. |
|        | 2008                                       | Río Iguazú                                                                          | Parque provincial                                                                                              | Misiones               | Iguazú General Manuel Belgrano                                                                    | 5605 ha. |
|        | 2012                                       | Refugio Aponapó                                                                     | Refugio privado de Vida Silvestre                                                                              | Misiones               | Guaraní                                                                                           | 52 ha. |
|        | 2014                                       | Reserva Rubichana                                                                   | Refugio privado de Vida Silvestre                                                                              | Misiones               | General Manuel Belgrano                                                                           | 794 ha. |
|        |                                            | Caá Yarí                                                                            | Parque provincial                                                                                              | Misiones               | Guaraní                                                                                           | 4783 ha. |
|        |                                            | Ruinas Jesuíticas de San Ignacio Miní, Loreto, Santa Ana, San Francisco Javier etc. | | Misiones               |                                                                                                   | Pueden incluirse dentro de las áreas naturales protegidas, ya que su entorno inmediato es selva natural protegida. |
|        | 1962                                       | Copahue                                                                             | Parque provincial                                                                                              | Neuquén                | Ñorquín                                                                                           | 28 300 ha. |
|        | 1968                                       | Batea Mahuida                                                                       | Reserva natural forestal                                                                                       | Neuquén                | Aluminé                                                                                           | 1206 ha. |
|        | 1968                                       | Chañy                                                                               | Reserva natural forestal                                                                                       | Neuquén                | Aluminé                                                                                           | 2038 ha. |
|        | 1971                                       | El Tromen                                                                           | Parque provincial                                                                                              | Neuquén                | Chos Malal Pehuenches                                                                             | 24 000 ha. |
|        | 1973                                       | Epu Lauquen                                                                         | Área natural protegida                                                                                         | Neuquén                | Minas                                                                                             | 7450 ha. |
|        | 1989                                       | Domuyo                                                                              | Área natural protegida                                                                                         | Neuquén                | Chos Malal Minas                                                                                  | 92 000 ha. |
|        | 1993                                       | Cañada Molina                                                                       | Monumento natural provincial                                                                                   | Neuquén                | Minas                                                                                             | 50 ha. |
|        | 1996                                       | Auca Mahuida                                                                        | Reserva de uso múltiple                                                                                        | Neuquén                | Pehuenches Añelo                                                                                  | 77 020 ha. |
|        | 1996                                       | El Mangrullo                                                                        | Reserva provincial de uso múltiple                                                                             | Neuquén                | Picún Leufú                                                                                       | 8800 ha. |
|        | 2000                                       | Boca del Chimehuín                                                                  | Área natural protegida                                                                                         | Neuquén                | Huiliches                                                                                         | 1500 ha. |
|        | 2001                                       | Colomichicó                                                                         | Parque arqueológico                                                                                            | Neuquén                | Chos Malal                                                                                        | 77 ha. |
|        | 2003                                       | Cuchillo Curá                                                                       | Área natural protegida                                                                                         | Neuquén                | Picunches                                                                                         | 386 ha. |
|        | 2004                                       | Provincia del Monte                                                                 | Parque universitario                                                                                           | Neuquén                | Confluencia                                                                                       | 70 ha. |
|        | 2005                                       | Santa Teresa                                                                        | Reserva Privada de Vida Silvestre                                                                              | Neuquén                | Collón Curá                                                                                       | 75 000 ha. |
|        | 1941                                       | Los Repollos                                                                        | Reserva forestal                                                                                               | Río Negro              | Bariloche                                                                                         | 100 ha. |
|        | 1941                                       | Parque Serrano                                                                      | Parque municipal                                                                                               | Río Negro              | Bariloche                                                                                         | 53 ha. dentro del ejido de El Bolsón. |
|        | 1948                                       | Loma del Medio                                                                      | Reserva forestal productiva                                                                                    | Río Negro              | Bariloche                                                                                         | 2435 ha. |
|        | 1959                                       | Laguna Carri Laufquen                                                               | Parque público turístico                                                                                       | Río Negro              | 25 de mayo                                                                                        | 700 ha. |
|        | 1971                                       | Punta Bermeja                                                                       | Área natural protegida                                                                                         | Río Negro              | Adolfo Alsina                                                                                     | 200 ha. en el momento de su creación. Actualmente 1900 ha. |
|        | 1977                                       | Complejo Islote Lobos                                                               | Área natural protegida                                                                                         | Río Negro              | San Antonio                                                                                       | 2400 ha. en el momento de su creación. Actualmente 4000 ha. |
|        | 1984                                       | El Guadal                                                                           | Reserva forestal                                                                                               | Río Negro              | Bariloche                                                                                         | 200 ha. |
|        | 1984                                       | Caleta de Los Loros                                                                 | Reserva de uso múltiple                                                                                        | Río Negro              | Adolfo Alsina                                                                                     | 9000 ha. |
|        | 1985                                       | Laguna Los Juncos                                                                   | Reserva de Vida Silvestre                                                                                      | Río Negro              | Pilcaniyeu                                                                                        | 37 ha. |
|        | 1986                                       | Meseta de Somuncurá                                                                 | Área natural protegida                                                                                         | Río Negro              | 9 de Julio Valcheta                                                                               | 1 600 000 ha. |
|        | 1988                                       | Isla Huemul                                                                         | Reserva municipal histórica, ecológica y turística                                                             | Río Negro              | Bariloche                                                                                         | 74 ha. |
|        | 1989                                       | Parque Llao Llao                                                                    | Parque municipal                                                                                               | Río Negro              | Bariloche                                                                                         | 1226 ha. |
|        | 1991                                       | Catarata de La Virgen                                                               | Reserva municipal                                                                                              | Río Negro              | Bariloche                                                                                         | 10 ha. dentro del ejido de El Bolsón. |
|        | 1993                                       | Bahía de San Antonio                                                                | Área natural protegida                                                                                         | Río Negro              | San Antonio                                                                                       | 80 855 ha. |
|        | 1994                                       | Laguna Fantasma                                                                     | Área intangible municipal                                                                                      | Río Negro              | Bariloche                                                                                         | 1 ha. |
|        | 1994                                       | Río Azul-Lago Escondido                                                             | Área natural protegida                                                                                         | Río Negro              | Bariloche                                                                                         | 60 000 ha. |
|        | 1995                                       | Río Limay                                                                           | Paisaje protegido                                                                                              | Río Negro              | Pilcaniyeu                                                                                        | 50 000 ha. |
|        | 1996                                       | Valle Cretácico                                                                     | Área natural protegida                                                                                         | Río Negro              | El Cuy                                                                                            | Sin determinación de superficie. |
|        | 1997                                       | Paso Córdova                                                                        | Área natural protegida municipal                                                                               | Río Negro              | General Roca                                                                                      | Sin determinación de superficie. |
|        | 1998                                       | Puerto Lobos                                                                        | Área natural protegida                                                                                         | Río Negro              | San Antonio                                                                                       | 44 450 ha. |
|        | 2003                                       | Parque Azul                                                                         | Parque provincial                                                                                              | Río Negro              | Bariloche                                                                                         | Incluido dentro del Área natural protegida Río Azul-Lago Escondido. |
|        | 2005                                       | Cipresal de las Guaitecas                                                           | Área natural protegida                                                                                         | Río Negro              | Bariloche                                                                                         | |
|        | 2006                                       | Lote 10 Colonia El Cuy                                                              | Área natural protegida                                                                                         | Río Negro              | General Roca                                                                                      | |
|        | 1971                                       | Lote 5-b Carabajal                                                                  | Reserva privada                                                                                                | Salta                  | Rosario de Lerma                                                                                  | Superficie no determinada. |
|        | 1979                                       | Los Palmares                                                                        | Reserva de flora y fauna                                                                                       | Salta                  | Anta                                                                                              | 6000 ha. |
|        | 1979                                       | Acambuco                                                                            | Reserva provincial de flora y fauna                                                                            | Salta                  | San Martín                                                                                        | 8266 ha. A veces se confunde, por alguna paronimia, con Coyambuyo o Cuyambuyo en Tarija. |
|        | 1980                                       | Los Andes                                                                           | Reserva de fauna silvestre                                                                                     | Salta                  | Los Andes                                                                                         | 1 444 000 ha. |
|        | 1991                                       | Cerro San Bernardo                                                                  | Reserva municipal                                                                                              | Salta                  | Capital                                                                                           | Superficie no determinada. |
|        | 1993                                       | Reserva de la Vicuña                                                                | Zona de Reserva de la especie                                                                                  | Salta                  | Cachi, Molinos, San Carlos, La Poma, Los Andes, Rosario de Lerma, Iruya, Santa Victoria, Cafayate | Abarca la zona de distribución de la especie en los departamentos mencionados. |
|        | 1994                                       | Campo Alegre                                                                        | Reserva privada                                                                                                | Salta                  | La Caldera                                                                                        | |
|        | 1995                                       | Finca Las Costas                                                                    | Reserva permanente e intangible/Reserva de usos múltiples                                                      | Salta                  | Capital                                                                                           | 10 259 ha. |
|        | 1995                                       | Abra del Acay                                                                       | Monumento natural provincial                                                                                   | Salta                  | La Poma                                                                                           | Superficie no determinada. |
|        | 1995                                       | Quebrada de Cafayate                                                                | Reserva natural manejada                                                                                       | Salta                  | Cafayate                                                                                          | Superficie no determinada. |
|        | 1995                                       | Angastaco                                                                           | Monumento natural provincial                                                                                   | Salta                  | San Carlos                                                                                        | Superficie no determinada. |
|        | 1996                                       | Campo Gral. Belgrano                                                                | Área de conservación                                                                                           | Salta                  | Capital                                                                                           | 3191 ha. |
|        | 2000                                       | Laguna Pintascayo                                                                   | Parque provincial                                                                                              | Salta                  | Orán                                                                                              | 12 139 ha. |
|        | 1971                                       | Ischigualasto (o Valle de La Luna)                                                  | Parque provincial.                                                                                             | San Juan               | Valle Fértil                                                                                      | 62 916 ha. · ( Patrimonio de la Humanidad (con el nombre de «Ischigualasto and Talampaya Natural Parks», n.º ref. 966, en la XXIV sesión) (2000)) |
|        | 1971                                       | Valle Fértil                                                                        | Reserva de Uso Múltiple                                                                                        | San Juan               | Valle Fértil, Jáchal y Caucete                                                                    | 800 000 ha. |
|        | 1972                                       | San Guillermo                                                                       | Reserva de biosfera                                                                                            | San Juan               | Departamento Iglesia                                                                              | 811 460 ha. |
|        | 1980                                       | Parque Sarmiento                                                                    | Reserva de uso múltiple parque provincial                                                                      | San Juan               | Zonda                                                                                             | 748 ha. Abundan las plantas y aves acuáticas que han sido objeto de observación y análisis. Es un “ecosistema rico en diversidad biológica”. |
|        | 1981                                       | Embalse Quebrada de Ullum                                                           | Paisaje protegido                                                                                              | San Juan               | Ullum                                                                                             | 7212 ha. |
|        | 1993                                       | Cerro Alcázar                                                                       | Monumento natural                                                                                              | San Juan               | Calingasta                                                                                        | 1000 ha |
|        | 1993                                       | Reserva Don Carmelo                                                                 | Reserva privada de uso múltiple                                                                                | San Juan               | Ullum                                                                                             | 35 000 ha. Fue creada en principio con el objetivo de conservar las especies en peligro de la fauna de la zona |
|        | 1993                                       | Los Morrillos                                                                       | Refugio privado de Vida Silvestre                                                                              | San Juan               | Calingasta                                                                                        | 23 500 ha. En Los Morrillos se hallan representados los tres tipos de Provincias Fitográficas típicos de las zonas áridas: el Monte, la Puna y la Altoandina. También tiene recursos históricos y culturales de los primeros hombres. Fueron cazadores nómades de guanacos y suris, hacia el año 6.000 a. C. |
|        | 2000                                       | Pedernal                                                                            | Paisaje protegido                                                                                              | San Juan               | Sarmiento                                                                                         | 17 700 ha. |
|        | 2002                                       | Loma de Las Tapias                                                                  | Parque natural y paisaje protegido                                                                             | San Juan               | Ullum Albardón                                                                                    | 5000 ha. Resguardar el ambiente natural, así como proteger la riqueza paleontológica y geológica del lugar, su flora y fauna. |
|        | 2002                                       | Limo Arcilloso                                                                      | Paisaje protegido                                                                                              | San Juan               | Ullum                                                                                             | 1200 ha. |
|        | 2005                                       | La Ciénaga                                                                          | Área natural                                                                                                   | San Juan               | Jáchal                                                                                            | 9600 ha. Tiene por objeto preservar el valor geológico y arqueológico, el equilibrio ecológico y el patrimonio autóctono del lugar |
|        | 1979                                       | Quebracho de la Legua                                                               | Reserva natural                                                                                                | San Luis               | Ayacucho                                                                                          | 2242 ha. |
|        | 1984                                       | La Florida                                                                          | Reserva provincial de flora y fauna                                                                            | San Luis               | Coronel Pringles                                                                                  | 347 ha. |
|        | 1989                                       | Bajo de Véliz                                                                       | Parque natural provincial                                                                                      | San Luis               | Junín                                                                                             | 6000 ha. |
|        | 1990                                       | Islas de San Felipe                                                                 | Reserva Isla de los Pájaros e Isla de los Conejos                                                              | San Luis               | Chacabuco                                                                                         | 5 ha. |
|        | 2000                                       | Mogote Bayo                                                                         | Reserva natural                                                                                                | San Luis               | Junín                                                                                             | 250 ha. |
|        | 2003                                       | Sierra de Comechingones                                                             | Unidad de conservación                                                                                         | San Luis               | Junín Chacabuco                                                                                   | 31 100 ha. |
|        | 2004                                       | Quebrada de las Higueritas                                                          | Reserva natural estricta                                                                                       | San Luis               | Ayacucho                                                                                          | Sin definición de superficie. |
|        |                                            | Cueva de Inti Huasi                                                                 | Sitio arqueológico                                                                                             | San Luis               | Coronel Pringles                                                                                  | Valioso yacimiento arqueológico. |
|        | 1977                                       | Ría Puerto Deseado                                                                  | Reserva natural provincial                                                                                     | Santa Cruz             | Deseado                                                                                           | 10 000 ha. |
|        | 1977                                       | Cabo Blanco                                                                         | Reserva natural                                                                                                | Santa Cruz             | Deseado                                                                                           | 737 ha. |
|        | 1977                                       | Bahía Laura                                                                         | Reserva natural provincial                                                                                     | Santa Cruz             | Deseado                                                                                           | Sin definición de superficie. |
|        | 1979                                       | Laguna Los Escarchados                                                              | Reserva de Vida Silvestre                                                                                      | Santa Cruz             | Lago Argentino                                                                                    | 150 ha. Administrada por la FVSA. |
|        | 1986                                       | Cabo Vírgenes                                                                       | Reserva provincial                                                                                             | Santa Cruz             | Güer Aike                                                                                         | 1230 ha. |
|        | 1986                                       | Península San Julián                                                                | Reserva provincial                                                                                             | Santa Cruz             | Magallanes                                                                                        | 10 400 ha. |
|        | 1986                                       | Laguna Nimez                                                                        | Reserva municipal                                                                                              | Santa Cruz             | Lago Argentino                                                                                    | 35 ha. |
|        | 1989                                       | Monte Loayza                                                                        | Área de uso científico                                                                                         | Santa Cruz             | Deseado                                                                                           | 1740 ha. |
|        | 1990                                       | Cañadón Duraznillo                                                                  | Refugio privado de Vida Silvestre                                                                              | Santa Cruz             | Deseado                                                                                           | 8940 ha. |
|        | 1990                                       | Isla Deseada                                                                        | Área de uso científico bajo protección especial                                                                | Santa Cruz             | Güer Aike                                                                                         | 18 ha. |
|        | 1990                                       | Islas Cormorán y Justicia                                                           | Área de uso limitado bajo protección especial                                                                  | Santa Cruz             | Magallanes                                                                                        | 64 ha. |
|        | 1991                                       | Isla Leones                                                                         | Área de uso limitado bajo protección especial                                                                  | Santa Cruz             | Deseado                                                                                           | Sin definición de superficie. |
|        | 1993                                       | San Lorenzo                                                                         | Reserva provincial                                                                                             | Santa Cruz             | Río Chico                                                                                         | 24 000 ha. |
|        | 1993                                       | Península de Magallanes                                                             | Parque y reserva provincial                                                                                    | Santa Cruz             | Lago Argentino                                                                                    | 39 800 |
|        | 1999                                       | Cueva de las Manos                                                                  | Sitio arqueológico Patrimonio de la Humanidad                                                                  | Santa Cruz             | Lago Buenos Aires                                                                                 | 600 ha. Patrimonio de la Humanidad (con el nombre de «Cueva de las Manos, Río Pinturas», n.º ref. 936, en la XXIII sesión) (1999) |
|        | 2000                                       | Humedal Caleta Olivia                                                               | Reserva provincial y municipal                                                                                 | Santa Cruz             | Deseado                                                                                           | 75 ha. |
|        | 2004                                       | Reserva Costera Urbana                                                              | Área protegida municipal                                                                                       | Santa Cruz             | Güer Aike                                                                                         | En las inmediaciones de la ciudad de Río Gallegos. |
|        | 2005                                       | Lago del Desierto                                                                   | Reserva provincial                                                                                             | Santa Cruz             | Lago Argentino                                                                                    | 59 982 ha. |
|        | 2006                                       | Tucu-Tucu                                                                           | Reserva provincial                                                                                             | Santa Cruz             | Río Chico                                                                                         | 187 000 ha. |
|        | 2012                                       | Isla Pingüino                                                                       | Parque interjurisdiccional                                                                                     | Santa Cruz             | Deseado                                                                                           | 159 526 ha. |
|        | 1963                                       | Vira-Pitá                                                                           | Parque natural provincial                                                                                      | Santa Fe               | Gral. Obligado                                                                                    | 615 ha. Incluida dentro de Jaaukanigás. |
|        | 1978                                       | Playa Granadero Baigorria                                                           | Reserva natural                                                                                                | Santa Fe               | Rosario                                                                                           | 6 ha. |
|        | 1993                                       | Potrero 7-b (Los Quebrachales)                                                      | Reserva natural manejada                                                                                       | Santa Fe               | Vera                                                                                              | 2000 ha. |
|        | 1968                                       | El Rico                                                                             | Reserva general natural provincial                                                                             | Santa Fe               | San Jerónimo                                                                                      | 2600 ha. |
|        | 1998                                       | Ciudad Universitaria o El Pozo                                                      | Reserva ecológica                                                                                              | Santa Fe               | La Capital                                                                                        | 12 ha. |
|        | 1970                                       | Del Medio-Los Caballos                                                              | Reserva general natural provincial                                                                             | Santa Fe               | San Javier                                                                                        | 2050 ha. Abarca la Isla del Medio y el Islote Los Caballos |
|        | 1992                                       | Balneario El Cristal                                                                | Reserva de Vida Silvestre                                                                                      | Santa Fe               | Vera                                                                                              | 15 ha. |
|        | 1992                                       | La Norma                                                                            | Reserva provincial de uso múltiple                                                                             | Santa Fe               | San Javier                                                                                        | 6170 ha. |
|        | 1992                                       | El Estero                                                                           | Reserva provincial de uso múltiple                                                                             | Santa Fe               | San Javier                                                                                        | 4000 ha. |
|        | 1992                                       | La Loma del Cristal                                                                 | Reserva provincial de uso múltiple                                                                             | Santa Fe               | San Javier                                                                                        | 114 ha. |
|        | 1992                                       | Don Guillermo                                                                       | Reserva provincial de uso múltiple                                                                             | Santa Fe               | Vera                                                                                              | 1431 ha. |
|        | 1980                                       | Escuela Granja de Esperanza                                                         | Reserva natural                                                                                                | Santa Fe               | Las Colonias                                                                                      | 70 ha. Algunas fuentes señalan una superficie de 33 ha. |
|        | 2001                                       | Jaaukanigás                                                                         | Sitio RAMSAR                                                                                                   | Santa Fe               | Gral. Obligado                                                                                    | 492 000 ha. |
|        | 1991                                       | Laguna La Salada                                                                    | Reserva ecológica                                                                                              | Santa Fe               | General López                                                                                     | 200 ha. |
|        | 1996                                       | Los Médanos                                                                         | Reserva municipal                                                                                              | Santa Fe               | General López                                                                                     | 7 ha. |
|        | 1970                                       | Cayastá                                                                             | Reserva general natural provincial                                                                             | Santa Fe               | Garay                                                                                             | 300 ha. |
|        | 1998                                       | Humedal Melincué                                                                    | Reserva natural                                                                                                | Santa Fe               | General López                                                                                     | 12 000 ha. |
|        | 1991                                       | San Justo                                                                           | Reserva municipal                                                                                              | Santa Fe               | San Justo                                                                                         | 20 ha. |
|        | 1993                                       | Isla del Sol                                                                        | Reserva natural                                                                                                | Santa Fe               | Constitución                                                                                      | 200 ha. |
|        | 1989                                       | Fundación Federico Wildermuth                                                       | Reserva provincial de uso múltiple                                                                             | Santa Fe               | San Martín                                                                                        | 1283 ha. |
|        | 1968                                       | La Loca                                                                             | Reserva natural                                                                                                | Santa Fe               | Vera                                                                                              | 2169 ha. |
|        | 2008                                       | El Fisco                                                                            | Reserva natural provincial                                                                                     | Santa Fe               | San Cristóbal                                                                                     | 1573 ha. |
|        | 1996                                       | Campo Salas                                                                         | Reserva provincial de uso múltiple                                                                             | Santa Fe               | Gral. Obligado                                                                                    | 9897 ha. Incluida dentro de Jaaukanigás. |
|        | 1999                                       | La Noria                                                                            | Reserva provincial de uso múltiple                                                                             | Santa Fe               | San Jerónimo                                                                                      | 35 ha. |
|        | 1996                                       | Lagunas y Palmares                                                                  | Reserva provincial de uso múltiple                                                                             | Santa Fe               | Vera                                                                                              | 4052 ha. |
|        | 1997                                       | Bañados de Figueroa                                                                 | Reserva provincial de uso múltiple                                                                             | Santiago del Estero    | Figueroa y Alberdi                                                                                | 60 000 ha. |
|        | 1997                                       | Sierra de Guasayán                                                                  | Reserva provincial de uso múltiple                                                                             | Santiago del Estero    | Guasayán y Choya                                                                                  | Sin delimitación efectiva. Se estima una superficie de unas 60 000 ha. |
|        | 1997                                       | Salinas de Ambargasta                                                               | Reserva provincial de uso múltiple                                                                             | Santiago del Estero    | Ojo de Agua                                                                                       | Sin delimitación efectiva. Se estima una superficie de unas 300 000 ha. |
|        | 1997                                       | Sierras de Sumampa                                                                  | Reserva provincial de uso múltiple                                                                             | Santiago del Estero    | Quebrachos y Ojo de Agua                                                                          | Zona arqueológica de Para Yacú |
|        | 2002                                       | Copo                                                                                | Reserva provincial de uso múltiple                                                                             | Santiago del Estero    | Copo                                                                                              | 85 000 ha. |
|        | 1990                                       | Le Martial                                                                          | Área natural protegida                                                                                         | Tierra del Fuego       | Ushuaia                                                                                           | Ecosistema glaciar y entorno paisajístico. |
|        | 1991                                       | Laguna del Diablo                                                                   | Reserva recreativa natural                                                                                     | Tierra del Fuego       | Ushuaia                                                                                           | 3 ha. |
|        | 1991                                       | Isla de los Estados                                                                 | Reserva provincial ecológica histórica turística                                                               | Tierra del Fuego       | Ushuaia                                                                                           | 52 000 ha. |
|        | 1991                                       | Refugio Dicky                                                                       | Refugio privado de Vida Silvestre                                                                              | Tierra del Fuego       | Río Grande                                                                                        | 1900 ha. |
|        | 1992                                       | Costa Atlántica de Tierra del Fuego                                                 | Reserva hemisférica                                                                                            | Tierra del Fuego       | Río Grande                                                                                        | 60 000 ha. Forma parte de la red hemisférica de reservas para aves playeras |
|        | 1994                                       | Valle Tierra Mayor                                                                  | Reserva natural                                                                                                | Tierra del Fuego       | Ushuaia                                                                                           | 29 500 ha. |
|        | 1997                                       | Playa Larga                                                                         | Reserva cultural natural                                                                                       | Tierra del Fuego       | Ushuaia                                                                                           | 24 ha. |
|        | 2000                                       | Corazón de la Isla                                                                  | Reserva de uso múltiple                                                                                        | Tierra del Fuego       | Río Grande                                                                                        | 100 000 ha. |
|        | 2003                                       | Laguna Negra                                                                        | Reserva natural                                                                                                | Tierra del Fuego       | Río Grande                                                                                        | 1204 ha. |
|        | 2003                                       | Río Valdez                                                                          | Reserva natural                                                                                                | Tierra del Fuego       | Ushuaia                                                                                           | 3277 ha. |
|        | 1936                                       | La Florida                                                                          | Reserva forestal y parque natural                                                                              | Tucumán                | Monteros                                                                                          | 9882 ha. |
|        | 1936                                       | Reserva Aconquija                                                                   | Parque provincial                                                                                              | Tucumán                | Tafí Viejo                                                                                        | 500 ha. Inicialmente creado como Reserva Forestal. |
|        | 1940                                       | Quebrada de Los Sosa                                                                | Reserva natural                                                                                                | Tucumán                | Monteros                                                                                          | 890 ha. |
|        | 1965                                       | Cumbres Calchaquíes                                                                 | Parque provincial                                                                                              | Tucumán                | Tafí del Valle                                                                                    | 82 000 ha. |
|        | 1965                                       | Los Ñuñorcos                                                                        | Parque provincial                                                                                              | Tucumán                | Tafí del Valle                                                                                    | 16 000 ha. |
|        | 1965                                       | Ibatín                                                                              | Parque provincial                                                                                              | Tucumán                | Monteros                                                                                          | 10 ha. |
|        | 1970                                       | Parque Percy Hill                                                                   | Parque municipal                                                                                               | Tucumán                | Yerba Buena                                                                                       | 2 ha. Gestión municipal y privada. |
|        | 1972                                       | Santa Ana                                                                           | Reserva provincial                                                                                             | Tucumán                | Río Chico                                                                                         | 20 000 ha. |
|        | 1972                                       | El Cochuna                                                                          | Parque provincial                                                                                              | Tucumán                | Chicligasta                                                                                       | Ley Provincial 3778/72. Sin definición de superficie. |
|        | 1973                                       | Sierra San Javier                                                                   | Parque universitario                                                                                           | Tucumán                | Lules y Yerba Buena                                                                               | 14 174 ha. |
|        | 1982                                       | Aguas Chiquitas                                                                     | Reserva natural estricta                                                                                       | Tucumán                | Tafí Viejo                                                                                        | 3165 ha. |
|        | 1986                                       | Horco Molle                                                                         | Reserva experimental                                                                                           | Tucumán                | Yerba Buena                                                                                       | 200 ha. Administrada por la Universidad Nacional de Tucumán |
|        | 1996                                       | La Angostura                                                                        | Reserva natural estricta                                                                                       | Tucumán                | Tafí del Valle                                                                                    | 1148 ha. |
|        | 1996                                       | Quebrada del Portugués                                                              | Reserva natural estricta                                                                                       | Tucumán                | Tafí del Valle                                                                                    | 12 000 ha. |
|        | 2000                                       | Los Menhires                                                                        | Reserva arqueológica                                                                                           | Tucumán                | Tafí del Valle                                                                                    | |

## Proyectos de nuevos parques y reservas nacionales
| Denominación | Provincia               |
| --- | ----------------------- |
| Selva Marginal de Punta Lara Talares de La Magdalena Sierra de Tandil (que probablemente incluiría al existente Parque Lítico La Movediza) Curru Mamil Sierra de La Ventana Proyecto de reserva natural costero marina Arroyo Los Gauchos Faro Querandí Proyecto parque nacional Campo de Mayo. | Buenos Aires            |
| La Puna (posiblemente incluiría como monumento nacional al Campo de Piedra Pómez en el departamento de Antofagasta de la Sierra). Los Cardones del Sur Pucará de Aconquija Sierra de Narváez Pipanaco-Ambato Puerta de La Quebrada del Río Tala Tucumanao Horco Ancasti La Salina de la Laguna Verde | Catamarca               |
| Parque nacional Lago La Plata en la zona lacustre cordilleranandina de Chubut incluiría al actual Parque protegido Shoonem del municipio Alto Río Senguer para resguardar el bioma boscoso-montañoso y estepario y las manadas de huemules. Parque Interjurisdiccional Marino Costero Patagonia Austral en el Golfo San Jorge (2007/2008) Valle de las Ruinas Península Valdés | Chubut                  |
| Sierras de Córdoba (incluiría a Bosques de Caranday en Tulumba, Cerro Áspero, Pinas, Cerro Champaquí, Cerro Colorado, Uritorco, Quebrada de Luna, Los Terrones, Ongamira, Río subterráneo de La Cumbrecita, Cueva de los Pajaritos, quebrada del Yuspe, las Juntas de Alpacorral, Volcanes de Pocho, Los Cajones, Los Gigantes, Quebrada de Bamba, El Zapato, el Hongo de Ambul, Cascada de Olaén y las Siete Cascadas y caverna El Sauce de La Falda, Cascada de Tanti, Quebrada de la Mermela y el Singuriente, Quebrada del Río Pinto, Quebrada de Yatán, Cueva de los Helechos cerca de La Serranita, Pampa de Olaén, Cascada de Los Chorrillos, El algarrobo blanco de Altautina El Diquecito, en la quebrada del Río Primero (cercana a la ciudad de Córdoba). Reserva de uso múltiple Bañados del Río Dulce y Laguna de Mar Chiquita Bañados de la Amarga | Córdoba                 |
| Papagayos | Córdoba San Luis        |
| Selva de Payubré | Corrientes              |
| Selva de Montiel | Entre Ríos              |
| Delta del Paraná | Entre Ríos Buenos Aires |
| Guaycolec, Parque nacional Formosa y parque nacional La Fidelidad, con 148 000 hectáreas. El 6 de agosto de 2011 se anunció su futura creación. Bañado La Estrella, con una superficie de 400 000 hectáreas, constituye el segundo humedal de Argentina, luego de los Esteros del Iberá | Formosa                 |
| Carahuasi Quebrada de Humahuaca —ya es categorizada por la Unesco como Patrimonio de la Humanidad | Jujuy                   |
| Cuesta de Miranda Serranías de Famatina Bosque petrificado de Olta | La Rioja                |
| Caldenal (en especial el proyectado parque nacional Los Caldenes a partir de la ya existente reserva natural Parque Luro) | La Pampa                |
| Cañón del Atuel y Altos Andes | Mendoza                 |
| Foresta de Curí o Cury incluyendo como núcleo al territorio del Parque provincial de la Araucaria (en los departamentos General Manuel Belgrano y San Pedro, oeste de Misiones) Campo San Juan (en el Departamento Candelaria, sur de Misiones).\|\| Misiones |                         |
| Ischigualasto Alpatacal Altos Andes Ampacama | San Juan                |
| Los Venados | San Luis                |
| Isla de los Estados y Península Mitre (la Península Mitre ha sido propuesta como parque natural provincial, la isla de Los Estados como parque nacional). | Tierra del Fuego        |
| Las Pavas | Tucumán                 |